# Boulangisme

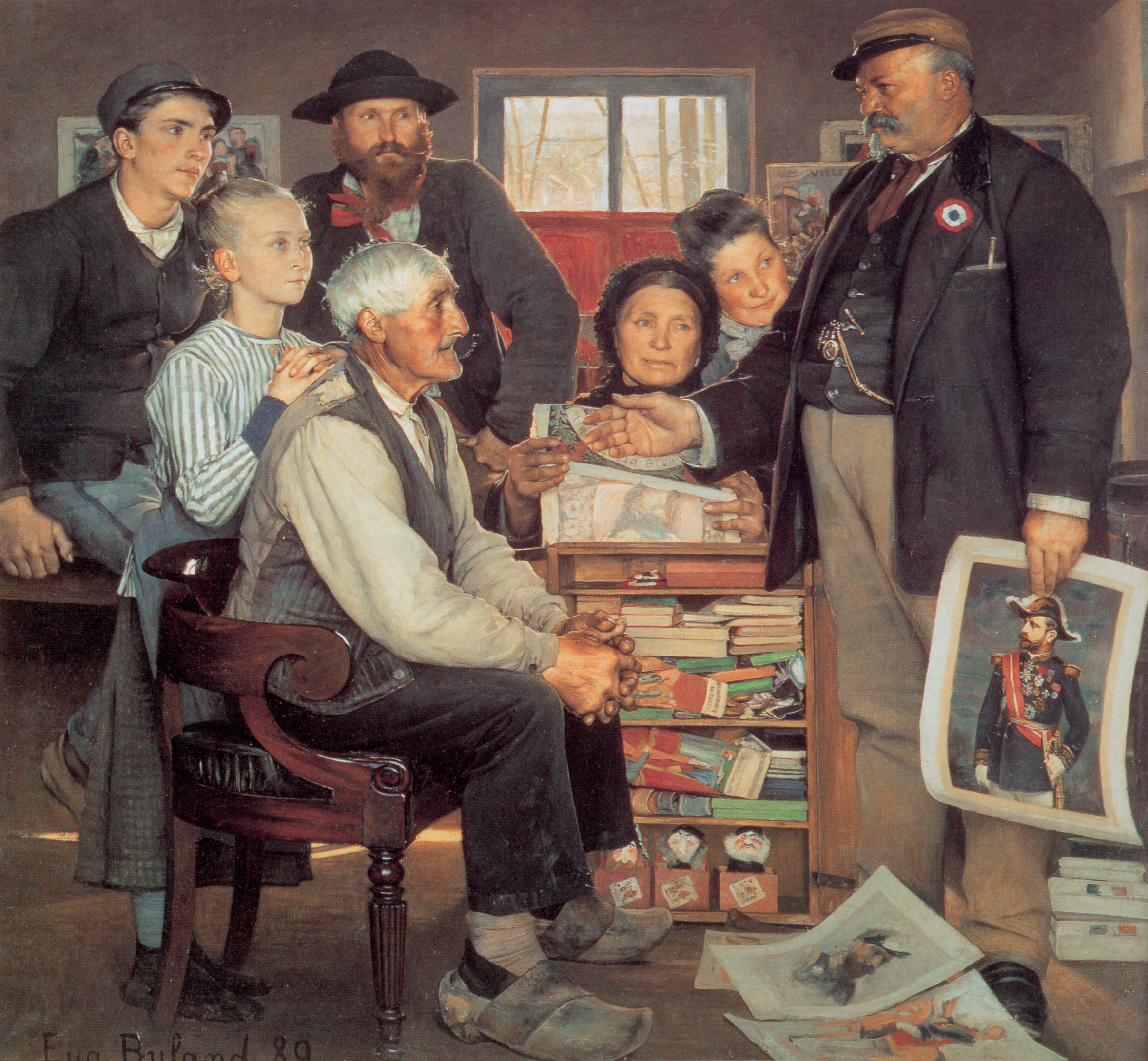
Un colporteur d'imprimés diffuse des portraits du général Boulanger auprès d'une famille paysanne.
Propagande, huile sur toile de Jean-Eugène Buland, 1889.

Le boulangisme est un mouvement politique populiste et attrape-tout français de la fin du XIXe siècle (1885-1891) qui constitue une menace pour la Troisième République. Son nom est dérivé de celui du général Georges Boulanger, militaire de prestance qui devient ministre de la Guerre, se rend populaire par ses réformes militaires, mais inquiète les républicains opportunistes au pouvoir, et certains radicaux, par ses discours belliqueux et sa volonté de réviser la constitution.
Au départ de ce mouvement se trouve une affaire d'espionnage avec l'Empire allemand. Boulanger est à l'origine d'une politique d'espionnage et d'utilisation de fonctionnaires français connaissant la région pour surveiller l'Alsace-Lorraine, ce qui conduit en 1887 à l'affaire Schnæbelé.

## Contexte et causes

### La revanche et le patriotisme
Le boulangisme s'inscrit dans un contexte particulier et a de multiples causes, certaines structurelles et d'autres conjoncturelles. Le boulangisme a pour contexte une situation de tensions avec le sentiment d'une France défaite et humiliée par la Guerre de 1870, avec la perte de l'Alsace-Lorraine. Mais si la revanche peut être demandée par certains, c'est pourtant la paix qui est recherchée par les Français avant 1885.
En effet, les républicains, après leur victoire de 1879, utilisent un discours ambigu mêlant paix et revanche qu'ils seraient les seuls à pouvoir obtenir. Les réformes sur la gymnastique à l'école et l'éducation militaire, le congrès de la Ligue de l'enseignement en 1882, la fondation de la Ligue des patriotes et la création des bataillons scolaires la même année ainsi que l'essor des sociétés paramilitaires et des productions artistiques et littéraires montrent l'inflation du patriotisme. La situation diplomatique change drastiquement en 1885 avec un durcissement du ton de Bismarck après la chute de Jules Ferry et un pic de tension en 1887 avec l'affaire Schnæbelé qui alimente la popularité de Boulanger. Cependant, dès 1886, le patriotisme français diminue sensiblement. Cela est marqué par la création du Souvenir français qui voit s'éloigner la douleur de la Guerre pour entretenir plutôt sa mémoire. Les Français sont alors refroidis par la position ferme de Bismarck et refusent d'aller plus loin dans la confrontation.

### La crise parlementaire
Un autre élément constitutif du mouvement boulangiste est son antiparlementarisme. La crise parlementariste n'est pas uniquement française mais touche la plupart des régimes occidentaux entre les années 1850 jusque 1890. Les régimes censitaires sont mis en place dans la plupart des pays au début du siècle avec un idéalisme qui est vite victime d'une forte désillusion. La critique du parlementarisme comme antidémocratique se retrouve alors fortement dans les écrits de Karl Marx par exemple mais aussi chez un certain nombre de radicaux. Durant les dizaines d'années qui suivent, la crise s'étend aux États-Unis, en Italie, en Espagne, en Autriche, en Grèce et en France.
Alors que la IIIe République est censée être une synthèse entre système parlementaire censitaire et conventionnel elle n'est ni l'un, ni l'autre. L'antiparlementarisme français est surtout contre ce régime « bâtard ». De plus, le régime refuse de comprendre les blocages et les critiques en les rejetant tous dans la droite monarchiste et antirépublicaine. Les réformateurs républicains sont finalement isolés, comme Gambetta, ou même Jules Ferry qui demande en 1886 de mettre des limites aux pouvoirs de la Chambre.
Il y a deux oppositions au parlementarisme, en dehors des légitimistes, les plébiscitaires et les conventionnels. Ils portent des critiques communes : la lenteur des réformes, le juridisme, l'éloignement du pays réel. Mais leurs natures sont opposées. Les premiers veulent le renforcement de l'exécutif, augmenter la séparation des pouvoirs, et les autres les supprimer. Le premier groupe est donc bonapartiste, le second est socialiste, notamment guesdiste et blanquiste. Les bonapartistes ajoutent comme critiques l'absence d'autorité, l'instabilité ministérielle ainsi que le manque de référendum.
Les socialistes et radicaux détestent aussi le régime actuel, le suffrage universel lui-même est vu avec méfiance car vu comme bourgeois tout en estimant que le régime est à bout de souffle. L'antiparlementarisme est très large et touche jusque dans la littérature et le domaine juridique. Le boulangisme est antiparlementaire car c'est la plus importante critique du régime et il peut se targuer d'être républicain tout en séduisant la droite. Il peut alors séduire à gauche et à droite tant qu'il ne va pas dans le détail de ses intentions et reste dans la critique. À l'inverse la majorité républicaine n'arrive pas à proposer de grandes réformes, limitée par une culture politique qui l'empêche de voir ses propres erreurs.

### La crise des institutions

#### Blocage institutionnel
La IIIe République est elle-même en crise pour plusieurs raisons. La plus importante est notamment son blocage institutionnel. En effet, entre 1883 et 1940, sa forme ne va presque pas changer. Les lois de 1875 forment un régime représentatif d'un peuple muet, sans référendum ou dissolution, hors de 1877, pour faire trancher le peuple. Le changement de député ne change alors finalement que peu de chose à court terme. De plus, sans contrôle de constitutionnalité, la majorité est omnipotente.
L'instabilité ministérielle n'est pas conjoncturelle pour le régime mais structurelle. Alors même que l'élection de 1881 est une victoire républicaine, quatre gouvernements tombent en série jusqu'en 1883 avec l'arrivée de Jules Ferry. Le thème de l'instabilité, du jeu des partis et des égoïsmes va nourrir le boulangisme. Le régime souffre notamment d'une absence d'alternance politique et le refus de prendre en compte l'importante minorité politique (42 % des votants en 1885). De plus, les modérés refusent d'entendre qu'une autre forme républicaine existe et une révision est maintenant inenvisageable. Le boulangisme peut alors devenir le porte-voix de la République ouverte face à la « République confisquée ».
Selon Bertrand Joly, la principale raison de cette instabilité est que le législatif domine l'exécutif alors qu'il n'y a pas de discipline de groupe au nom de la souveraineté du député. D'autres éléments s'ajoutent dans les critiques envers les institutions : l'absentéisme endémique des élus, le cumul des mandats et des fonctions et l'absence de contrôle de constitutionnalité, ainsi que le chaos des débats budgétaires.

#### La Présidence et le Sénat
Dans les rangs des radicaux, boulangistes ou non, deux critiques des institutions sont récurrentes, le président de la République et le Sénat. Selon eux, le président ne devrait pas exister et il ne s'agit que d'une survivance des orléanistes.
Le Sénat quant à lui est vu comme une instance conservatrice, voire réactionnaire. Au début des années 1870, il est cependant une chambre inférieure à la Chambre des députés. C'est finalement sous le ministère de Gambetta qu'il montre sa puissance. En effet, il est capable de totalement bloquer toute réforme constitutionnelle en jouant pleinement son rôle de contrepoids avec la Chambre lors de la réunion du Congrès (l'Assemblée nationale) en 1884. Alors que la révision était un thème porteur pour tous les républicains en 1881, en 1885, le thème est relégué aux seuls radicaux et à la droite. En effet, à partir de 1882 sous Gambetta, la révision est lancée, mais alors que Gambetta portait une vision des pouvoirs limités du Congrès, la Chambre demande la révision illimitée. Son gouvernement chute alors.
C'est finalement sous Jules Ferry que la révision est actée avec un projet modéré. Finalement, le Sénat tranche en estimant que le Congrès n'avait pas de pouvoir illimité et en évitant de réduire ses propres pouvoirs budgétaires. Cette révision est une douche froide pour les radicaux et les révisionnistes qui voient confirmer leurs craintes d'un Sénat conservateur. La colère et le sentiment de trahison se retourne contre Ferry et les opportunistes.
Enfin, les quelques tentatives de réformes ultérieurs par les républicains modérés échouent, comme Jules Ferry et Léon Gambetta avec un véritable Premier ministre à l'anglaise, sans jamais y parvenir faute de soutien politique ou budgétaire.

#### Le mode de scrutin
Les républicains au pouvoir ont une vision du mode de scrutin à la fois utopique et cynique. En théorie, le candidat est choisi par l'électeur, mais le gouvernement n'hésite pas à user des méthodes qu'elle critiquait sous l'Empire : la candidature officielle via des fonctionnaires et les préfets a priori et a posteriori, la partialité des conseils de préfectures avec les résultats des élections et bien entendu la vérification des pouvoirs par la Chambre elle-même. Les résultats en voix sont d'ailleurs flous et les journalistes n'ont que rarement les données officielles, ne comptant que le rapport en siège à la Chambre.
Le mode de scrutin orthodoxe républicain est de liste pour dépersonnaliser les élections et en réduire les fiefs électoraux et donner le pouvoir aux militants pour présenter des candidatures. Le scrutin de liste est donc réinstitué en 1885 après l'échec de Gambetta de la constitutionnaliser en 1882. Il n'est cependant pas question de proportionnelle et on garde le fait majoritaire, fabriquant les pièges que le boulangisme va user avec une version plébiscitaire. La représentativité des majorités de gouvernement est alors presque toujours inférieure à 50 % dès 1877. De plus, il y a un problème endémique de corruption, un découpage injuste des circonscriptions et un refus de mettre en place des pratiques garantissant le secret de vote (l'enveloppe et l'isoloir) ce qui accroit les pressions et la corruption. Les réformes de 1889 pour les instaurer sont des échecs en renvoyant éternellement en commission les propositions de loi. Dernier point, l'élection des outre-mer est totalement truquée et faussée, avec une garantie presque totale d'une victoire républicaine.

### La critique des fonctionnaires
Un autre sujet dont le boulangisme se fait l'écho est la critique des fonctionnaires. Si la critique des agents de l'État n'est pas nouvelle, elle se popularise en raison de l'augmentation de leur nombre, d'un certain rôle politique qui leur est donné, à tort ou à raison, ainsi que le succès littéraire de Georges Courteline, travaillant au ministère des Cultes entre 1880 et 1894 et dépeignant des fonctionnaires grisés par leur statut et des employés revendicatifs. Les critiques qui semblent universelles (absentéisme, fainéantise, médiocrité…) sont toutes autant présentes. Si l'accroissement des fonctionnaires s'explique notamment par les réformes militaires et scolaires, le rôle politique de certains fonctionnaires est fondé sur le fait que ceux-ci n'ont aucun véritable statut et doivent donc être recommandés par leurs chefs et par des politiques alors que le Conseil d'État et la magistrature ne leur sont pas favorables.
Certains fonctionnaires, notamment les postiers et les gardes-champêtres, sont souvent actifs dans les campagnes électorales et doivent une loyauté pleine et entière sous peine de révocation. Le malaise des fonctionnaires va aussi être exploités par le boulangisme en usant de l'ostracisation des catholiques pratiquants et des socialistes à ces postes, promouvant alors la République ouverte. De manière plus générale, c'est la modernisation de l'État avec son intervention plus importante dans la vie des citoyens qui est récupérée par le boulangisme.

### Le malaise intellectuel et moral
La France des années 1880 connaît aussi une crise intellectuelle et morale qui se poursuit ensuite et qui participe à la naissance au boulangisme. L'interrogation sur son avenir, les frustrations et le mécontentement engendrent un terreau fertile pour le populisme de Boulanger. La crise intellectuelle concerne surtout les élites et se trouve être une continuation des sentiments des décennies précédentes. Le scientisme est toujours présent mais fortement critiqué, le naturalisme semble sur le déclin dans le milieu des années 1880, le wagnérisme s'impose peu à peu en musique et l'impressionnisme hésite. Les sciences humaines connaissent un fort essor avec une histoire qui se veut plus méthodique tandis que la géographie et la sociologie naissent comme des disciplines indépendantes. Il s'agit à la fois d'une vitalité et d'un scepticisme renforcé couplé d'un sentiment de décadence française, d'une France malade. La France sur le déclin est alors opposée à l'Allemagne en plein âge d'or.
De plus, un mécontentement sourd est présent dans les classes sociales défavorisées, critiquant de plus en plus les élites affairistes avec le sentiment que les grands sont trop éloignés des petits. Le boulangisme utilise alors pleinement cette rhétorique des oubliés et des élites, alors que Boulanger lui-même est invité par ces mêmes élites et obtient d'importants soutiens financiers des grands commerçants. Ce sentiment est doublé d'un sentiment d'être mal, ou pas, dirigé, par des ministres qui ne sont là que pour quelques mois. Le boulangisme va alors jouer sur deux tableaux : l'envie de la stabilité et de l'efficacité, et l'envie d'un pouvoir césarien. C'est finalement le second point qui va rapidement l'emporter, augmentant le poids de la vision bonapartiste du mouvement. L'affairisme et la corruption de la classe politique est elle-aussi un catalyseur de la rancœur des électeurs, couplées aux découvertes sur Paul et Albert Grévy et aux abus de la recommandation et des faveurs. La passivité du régime envers les affaires de corruption bien connue au niveau national appuie sur le sentiment d'impunité de la classe politique. Une certaine opinion est aussi fortement opposée au colonialisme en cours avec au minimum une demande de statu quo face à ces dépenses jugées inutiles.
Le régime et les républicains tendent aussi à réduire fortement les espérances et les enthousiasmes par un rejet de la personnalisation et du dynamisme personnel, ce que beaucoup de républicains retrouvent ensuite avec Boulanger. Celui-ci fait espérer du changement, de la vie et du mouvement alors que les modérés s'immobilisent rapidement, Boulanger est alors un exutoire du changement pour le changement de certains et un aveuglement facile pour d'autres.

### La crise sociale et économique
Alors que Jacques Néré a fortement relié le boulangisme à la crise économique des années 1880, pour en faire la cause principale. Cette thèse monocausale est aujourd'hui rejetée par l'historiographie. La crise économique commençant déjà à la fin du Second Empire dans l'agriculture et que le krach de l'Union générale en 1882 en est que le pic. La Grande Déflation touche tous les pays occidentaux entre 1873 et 1896, avec un prolongement en France jusqu'à la fin du siècle. Le secteur agricole est fortement touché par le phylloxéra depuis les années 1860, la production stagne et la rente du sol recule. Cependant, cette stagnation est sectorielle et il n'y aucune tensions graves. Le secteur industriel est plus durement affecté avec une chute des prix et une augmentation du chômage tout en ayant une augmentation minime du niveau de vie des travailleurs. Les principales personnes touchées sont donc les rentiers et les ouvriers. Le gouvernement actionne des leviers économiques dès 1878 avec le plan Freycinet mais qui ralentit au milieu des années 1980. C'est surtout le tournant protectionniste qui est adopté par tous les pays, en dehors de la Grande-Bretagne, qui va permettre d'obtenir le soutien des campagnes au régime, alors que les radicaux y sont opposés.
Le gouvernement modéré ne fait aussi que peu dans le domaine des lois sociales. À l'exception de la loi de 1884 qui autorise les syndicats, les modérés considèrent que le travail ne relève pas de l'État. Aucune des revendications du monde ouvrier n'est entendue. La construction du métro parisien est reportée et dans le secteur de la construction à Paris 80 000 ouvriers sont touchés par le chômage alors que dans tout le pays la main-d'œuvre étrangère génère une tension xénophobe, parfois violente. En 1886, la situation est au plus bas, 8 700 entreprises font faillite et l'agitation sociale est forte. Jusqu'en 1888, les tensions sont importantes et la plus grande partie des actions sociales se soldent par des échecs, montrant ainsi la faible organisation ouvrière et un manque d'éducation politique qui pousse alors plus facilement dans les bras des démagogues. Le boulangisme agit justement dans ce sens avec de vagues promesses prolétariennes, qui ne prennent pas dès que l'encadrement est fort comme en Isère. À l'inverse, Paris, avec ses nombreux nouveaux arrivants déracinés et isolés est un terreau fertile.
Les commerçants et les artisans sont aussi fortement mécontents face à une situation précaire et à la corruption du monde politique et avec un attachement fort au paternalisme social avec une teinte xénophobe, antisémite et réactionnaire. Le monde rural est bousculé par les changements : l'école, la mairie, le bureau de poste, la gare, le service militaire, la presse, et enfin, le cabaret qui favorise l'alcoolisme. Les progrès techniques sont accueillis de manière très différentes mais les plus pauvres sont conduits à l'exode en ville. De plus, les anciennes autorités locales (châtelain et curé) sont isolées, alors que les rentiers du sol préfèrent s'installer dans les villes.
Le boulangisme va donc tenter de canaliser toutes ces crises pour effectuer des réformes avant que la situation ne devienne critique, hanté notamment par le socialisme et la possible révolution sociale. Cet appel à la peur sociale est une bonne tactique qui touche notamment les élites conservatrices et les bourgeois libéraux. Les années 1889 et 1890 marquent une amélioration de la conjoncture qui montre que la situation n'est pas catastrophique comme le boulangisme va le dire.

## Historique du boulangisme

### Le boulangisme avant Boulanger
Un certain nombre de contemporains, comme Paul Déroulède, font de Léon Gambetta un premier Boulanger en devenir. En effet, en 1882, après sa chute, il devient amer et souhaite alors le retour d'un pouvoir fort, avec un vrai gouvernement et même une dissolution. Cependant, il ne parle jamais de changer les lois constitutionnelles mais uniquement le fonctionnement de celles-ci.
Un autre cas qui se rapproche plus de Boulanger est le général Jean Thibaudin, ministre de la Guerre à partir de janvier 1883. Il s'agit lui aussi d'un soldat victorieux, victime de la commission de révision des grades, clérical sous l'Empire puis très républicain. Il met en non-activité les princes d'Orléans et semble favorable aux radicaux. Cependant, il est forcé à la démission après un incident avec l'Espagne en octobre. L'extrême-gauche est alors furieuse et souhaite son retour. Il est cependant cité dans l'affaire Wilson et ment sur une relation avec Mme Limouzin qui lui brise sa carrière, étant mis à la retraite dès 1888. Il se rallie alors au boulangisme, sans pour autant gagner en popularité. Cet événement rapide montre que les radicaux sont prêts à se rallier un général dès que celui-ci semble prendre leur cause.
La Ligue républicaine pour la révision de la Constitution est donc créée en le 8 mars 1883 après un échec d'appel à la révision dans la Chambre. Le groupe de l'Extrême gauche en est l'initiateur. La Ligue n'a pas vocation à être électorale et doit éviter les bonapartistes et l'illégalité. Le premier meeting a lieu le 11 mars et les deux premières réunions privées les 15 et 20 mars. Le manifeste qui en sort obtient le soutien de 80 adhésions dont 5 sénateurs et 62 députés, une centaine de municipalités et de journaux. Le plus grand meeting en province a lieu le 20 mai à Lille avec un discours de Georges Clemenceau. Mais juste après celui-ci, presque plus rien ou presque. En juin, la Ligue est presque déjà mort-née et disparaît dès le printemps 1884, face à une opinion publique qui y est indifférente, la Ligue ne touchant finalement que Paris et le sud de la France, Clemenceau et Camille Pelletan ne prennent pas en mains la gestion de la Ligue. Enfin, le manifeste pour la révision souffre de l'imprécision de son programme ainsi que des moyens. Une manière de faire qui ressemble fortement à ce que Boulanger va effectuer, sauf que les radicaux n'ont pas une aussi forte influence que lui, mais portent aussi les mêmes lacunes : programme imprécis, peu de relais locaux et absence de réflexion sur la stratégie. Pire, les futurs boulangistes radicaux qui sont déjà dans la Ligue, dont Naquet, ne tirent aucune leçon de cet épisode et vont le rééditer avec Boulanger.
Laguerre et Michelin, futurs boulangistes, continuent à vouloir la révision et à haïr Jules Ferry et les opportunistes, au point de perdre tout repère politique. Les journaux La Ligue et L'Action sont fondés en décembre 1884 et novembre 1886 et se placent comme premiers journaux véritablement boulangistes.

### La lente déstabilisation du régime
Les élections législatives de 1881 voient la victoire des républicains et sont marquées par un nouveau recul de la droite monarchiste. L'ensemble du camp républicain semble revenir renforcé par le scrutin. Mais si Jules Ferry est confirmé à la présidence du conseil, il est mis en difficulté dès la discussion sur le protectorat tunisien début novembre, il démissionne et le président Grévy se résout à appeler le populaire Léon Gambetta deux mois plus tard. Cependant, lui-même est usé par son poste de président de la Chambre qui lui a fait des ennemis dans l'aile radicale et l'aile conservatrice des républicains. Il ne peut alors former un gouvernement que de fidèles, sans socle à la Chambre. Alors que Gambetta a une vision d'un cabinet de législature avec un esprit d'initiative, il perd très rapidement et doit démissionner face à l'échec de sa révision constitutionnelle qui figurait pourtant dans le programme des républicains. Le régime sombre alors dans une nouvelle série de gouvernements de moins de six mois, jusqu'au retour de Jules Ferry en 1883. La Chambre est alors incohérente, elle refuse par exemple l'élection des juges, pourtant une revendication républicaine. La mort de Gambetta le 31 décembre 1882 permet un regroupement des opportunistes autour de Ferry qui peut ensuite revenir au pouvoir et donner un véritable gouvernement. Il termine alors les réformes (droit syndical, divorce et loi municipale) et épure la magistrature tout en colonisant l'Afrique et enfin, il fait une petite révision constitutionnelle.
L'un des derniers éléments est le retour du scrutin de liste pour les élections de 1885, malgré l'opposition de Ferry et de Grévy, porté par le jeune Pierre Waldeck-Rousseau, devant permettre d'éviter les extrêmes et mieux prendre en compte la démographie. Cependant, ce scrutin de liste est pondéré par le fait que les listes ne sont pas solidaires et les électeurs peuvent faire leurs propres panachages, le tout au niveau départemental. Les élections sénatoriales de janvier 1885 renforcent encore les républicains, les bonapartistes disparaissant alors presque totalement. Jules Ferry chute en mars 1885 avec l'affaire du Tonkin, il fut attaqué sous ce prétexte par les radicaux, notamment par Georges Clemenceau, par la droite mais aussi par une partie de ses soutiens opportunistes, le tout pour l'empêcher de mener les élections et de se diriger vers l'Élysée. Enfin, la Chambre reprends la main et s'assure que le régime ne deviennent pas parlementaire et reste d'assemblée. C'est finalement Henri Brisson qui forme un gouvernement, après son premier refus, celui de Freycinet et l'échec de Constans, souhaitant appeler Boulanger au gouvernement. Ce gouvernement, plus à gauche, mais d'assemblage entre toutes les nuances de républicains hors radicaux trop avancés, effectue une purge des directions et des préfectures mais n'a aucun programme de gouvernement. Alors que les gouvernements précédents ont fortement usé de l'administration pour influencer l'élection, Brisson donne des ordres inverses.
Les élections de 1885 sont marquées par une forte mobilisation de la droite, à la surprise des républicains qui ne proposent pas de véritable programme. L'Union des droites est renforcé par l'union de tous les royalistes et par la désunion des bonapartistes. Ces élections n'ont finalement qu'un intérêt limité pour la révision et les éléments constitutionnels, ainsi que les éléments purement politiques (comme la liberté d'association, l'élection des juges ou la question de la politique coloniale). Le premier tour du scrutin le 4 octobre est un coup de massue pour les républicains qui n'obtiennent que 127 élus contre 176 conservateurs Pour le second tour, les républicains se rassemblent pour résister et les pressions administratives sont massives. Il y a finalement un renversement avec seulement 26 conservateurs élus au second tour pour 248 sièges. Ce scrutin de 1885 fragilise les républicains, les radicaux et les opportunistes devant gouverner ensemble. Les républicains modérés considèrent alors que la Chambre est ingouvernable face à trois pôles d'à peu près égale taille. Si l'échec républicain est multifactoriel, usure des opportunistes, crise économique mais c'est surtout la désunion et la faible organisation partisane dans les départements qui échouent à faire des listes cohérentes et d'union. Les mentalités républicaines sont finalement assez peu capables d'évoluer, peu conscientes du problème ou ne voulant pas le résoudre. Alors que les électeurs souhaitent une union pour la stabilité du régime, les comités républicains souhaitent en réalité garder leur autonomie. La création de véritables partis permettrait alors la modernité démocratique, élément que le Boulangisme va vite entreprendre et mettre à son profit autant qu'elle le peut.

### Naissance du boulangisme: Boulanger, ministre de la Guerre
En janvier 1886, après plusieurs mois d'activation de ses réseaux, Georges Boulanger devient ministre de la Guerre dans le 3e gouvernement Freycinet. Il a alors le soutien de Georges Clemenceau qui semble l'imposer à Freycinet et est publiquement connu comme proche de celui-ci.
Boulanger choisit comme directeur de cabinet un proche des radicaux et comme sous-chef, un franc-maçon. Les opportunistes le critiquent immédiatement pour ses positions, mais aussi sur son passé, comme un ambitieux et peu scrupuleux. Il leur donne raison en adressant à l'armée un message le jour même de sa nomination et crée un bureau de presse pour alimenter les journaux, notamment radicaux, de ses actions passées et présentes. Boulanger a déjà bien compris que pour se maintenir, et pour flatter son ego, il a besoin de ce qui est aujourd'hui appelé une campagne médiatique d'influence de l'opinion. Pour cela, en plus de l'accès et pour la première fois au ministère pour les journalistes, il dépense une importante somme, qui ne peut qu'être estimée à au moins 200 000 francs, provenant notamment du fonds secret du Ministère, qui est le plus important de toute la période, il semble aussi en profiter pour se désendetter et vivre une vie de luxe. Avec cet argent, il finance des articles à sa gloire, mais aussi parfois des feuilles entières comme La France militaire qui est totalement acquise à sa cause. Tout cela est cependant officieux, plutôt bien travaillé et utilisant déjà l'ambiguïté du boulangisme ; exalter le républicain et un homme fort, courageux et chef de guerre.
Cette exaltation est à son paroxysme le 14 juillet 1886, où il rétablit une manifestation de la revue des troupes sous prétexte du retour du Tonkin mais où il monte un cheval noir spécialement acheté pour l'occasion et où il remonte les Champs-Élysées avec tous les officiers du ministère. Il éclipse alors les personnalités civiles, ternes en comparaison. Il fonde aussi en janvier, le Cercle militaire du ministère, achetant un bâtiment pour celui-ci en avril et demandant à tous les officiers de la garnison de Paris d'y adhérer. L'inauguration officielle a lieu le 16 juillet avec un grand défilé et des personnes payées pour l'acclamer.
Boulanger comprend aussi que pour exister, il faut faire parler de lui. En plus des nombreuses décorations, célébrations et autres manifestations où la presse est toujours conviée, il maintient l'illusion d'être un radical et un homme d'action. C'est pourquoi, il s'évertue à accélérer les dossiers en cours de ses prédécesseurs comme l'adoption du fusil Lebel, la création d'une salle d'honneur dans chaque régiment, l'autorisation du port de la barbe, le baptême des casernes par des noms de victoires ou de grands soldats, il améliore aussi les conditions de vie des conscrits. Toutes ces actions permettent de se faire bien voir de l'armée et d'obtenir l'estime du Français moyen.
De plus, il profite de crises pour se mettre en avant. Par exemple, lors de la grève de Decazeville, alors que la troupe occupe la ville, il indique en mars que l'armée ne prendra pas partie à la Chambre. Cependant, il fait arrêter deux journalistes venus encourager les grévistes et permet tout de même l'arrestation de certains grévistes pour casser la grève à partir d'avril. L'affaire Saussier en juin compte davantage, car elle renforce l'idée des opportunistes que Boulanger est dangereux. Le général Saussier est un véritable républicain, le gouverneur militaire de Paris, que Boulanger cherche à évincer. Alors que le journal Le Gaulois attaque l'administration militaire, le gouverneur répond publiquement. Le gouverneur est en tort, Boulanger en profite pour lui envoyer un blâme et muter son chef d'état major à Marseille. Saussier défend alors son adjoint tandis que la presse radicale pense qu'il l'a sacrifié. Boulanger tente d'aller plus loin et présente au Conseil des ministres un décret pour mettre le général en disponibilité. Cependant, le Président Grévy refuse de signer et Boulanger doit reculer. C'est à ce moment que Jules Ferry, et donc les opportunistes, retire son soutien à Boulanger et commence à s'en méfier. Boulanger choisit de faire profil bas et de plutôt laisser les journaux faire son éloge.
En juin, la loi d'exil des princes est votée par la Chambre. Dès juillet, Boulanger entreprend de lui-même de radier les princes Murat et fils, tous les princes, le comte de Paris et le duc d'Aumale avec une interprétation très large de la loi. Le Conseil d'État conteste sa décision mais ne peut revenir sur la décision de lui-même. Il rejette tous les recours des princes à l'exception des Murat. Le duc d'Aumale écrit à Grévy directement pour ne pas être expulsé, sans succès. Boulanger se défend contre la droite monarchiste face à ces radiations et obtient à nouveau le soutien des radicaux, se justifiant en disant que ceux-ci n'avaient eu ces grades que pour leur sang, oubliant leurs campagnes en Algérie. C'est à ce moment-là que les lettres de Boulanger écrites entre 1879 et 1880, alors que celui-ci cherchait son soutien pour une promotion, sont publiées sans le consentement du duc. Boulanger dément d'abord les extraits, s'énerve mais lorsque la totalité des lettres est publiée, il doit avouer. Grévy et Freycinet le blâment mais ne le démettent pas. Boulanger échappe à la tourmente uniquement par les vacances parlementaires et cet événement montre déjà que Boulanger ment ouvertement pour obtenir ce qu'il veut.
En décembre, après la chute du ministère Freycinet, La France militaire plaide pour un régime à l'américaine avec une inamovibilité des ministres de la Guerre, de la Marine et des Affaires étrangères. Il menace aussi que l'armée pourrait sortir de sa neutralité pour rétablir un véritable gouvernement qui agit.
Boulanger continue d'être ministre de la Guerre dans le gouvernement de replâtrage de René Goblet, malgré la perte progressive de soutien de Clemenceau. Il garde cependant ses soutiens radicaux qui obligent les opportunistes à le garder au gouvernement. Jules Ferry prépare à partir de début 1887, l'éviction de Boulanger en profitant de son aliénation des radicaux modérés qui le trouvent trop belliqueux. Boulanger est officiellement désigné par Bismarck comme une menace pour la paix le 11 puis le 28 janvier 1887. En février, il fait une erreur politique et diplomatique en donnant une lettre confidentielle au tsar de Russie via l'attaché militaire mais sans passer par le ministre des Affaires étrangères. En mars, lors de la discussion d'un projet de loi militaire, il est défait sur la question de la transformation de Polytechnique en école civile. Il utilise alors les journaux pour s'adresser au président de la commission. Face au tollé, il doit s'excuser. Cependant, c'est bien l'affaire Schnæbelé qui consolide sa légende de général Revanche.
Cette affaire d'espionnage et diplomatique est aussi très politique. Poussé par le chancelier Otto von Bismarck, des agents de police prussiens arrêtent un commissaire spécial à la frontière entre la France et l'Alsace-Lorraine. Celui-ci est un espion français, bien connu des services de contre-espionnage allemand. La France ne le reconnait pas comme espion. Cependant, le Conseil des ministres est divisé, René Goblet est pour envoyer un ultimatum aux allemands, Boulanger souhaite amener 40 000 hommes à la frontière et envoyer des estafettes pour surveiller les mouvements des troupes et se préparer à la guerre. Il est alors soutenu par Édouard Lockroy et le ministre de la Marine. Cependant, le Président Grévy ainsi que le ministre des Affaires étrangères Flourens, tempèrent les ardeurs et ne jouent qu'une stratégie juridique en demandant une enquête et en indiquant que le commissaire était en mission, invité par son homologue allemand. Bismarck, face à de solides arguments recule et libère Schnæbelé le 30 mars. Cependant, cet épisode, alors que Boulanger y tient une place publique réduite, va être fortement utilisé pour construire sa légende et accélérer son éviction par les opportunistes.
Cette éviction est cachée mais facilement comprise par tous, il s'agit d'une alliance de circonstance entre la droite modérée et les opportunistes, avec l'appui de certains radicaux. Alors que Boulanger pense garder son poste, il comprend rapidement qu'il était véritablement visé par une machination. Celle-ci va être utilisée par tous les radicaux pour dénoncer ces alliances, elle va être utilisée pour renforcer sa légende de services rendus, de persécutions imméritées et d'espérances nationales autour de lui. Pourtant les premiers mois, il s'agit d'un non-événement pour la presse et la population.

### Des soutiens paradoxaux
Alors qu'avant 1885, Boulanger était connu de toutes les forces politiques, puisqu'il avait fait des démarches chez tous, il se froisse avec les opportunistes en Tunisie puis début 1886, qui voient déjà en lui un danger qu'il faut écarter.
En 1886 et 1887, Boulanger bénéficie du soutien d'une partie de la gauche radicale (Clemenceau lui-même le conseilla à Charles de Freycinet comme ministre de la Guerre dans son cabinet en 1885) et de l'extrême-gauche qui voient en lui un général républicain ayant rendu le service militaire obligatoire pour les ecclésiastiques (« les curés sac au dos »), expulsé les princes d’Orléans de l’armée (1886), amélioré les conditions de vie du soldat (réduction du temps du service militaire, adoption du fusil Lebel) et évoqué une possible fraternisation entre la troupe et les mineurs en grève de Decazeville.
Après 1887, autour du général Boulanger se regroupèrent, d'une part, des républicains révisionnistes (favorables à une révision de la Constitution), pour la plupart des radicaux intransigeants, et, d'autre part, des bonapartistes et des monarchistes désireux de renverser la République.
Le boulangisme rencontre le succès en nourrissant deux passions populaires : la patrie et le peuple. La patrie comporte, comme corollaire, l'espoir de la revanche contre l'Allemagne, tandis que le peuple repose sur l'espoir d'une politique sociale portée par les radicaux boulangistes, voire par les socialistes boulangistes, notamment des blanquistes, ceux-là qui ont quitté le Comité révolutionnaire central d'Édouard Vaillant pour créer le Comité central socialiste révolutionnaire, boulangiste.
Sur le plan institutionnel, le boulangisme reposait donc sur une grande ambiguïté. Les républicains radicaux espéraient une « révision » des institutions installées de façon provisoire en 1875, « pour aboutir à une république définitive et incontestée », mais les monarchistes et les bonapartistes espéraient profiter de la révision de la constitution pour renverser la République. La droite (notamment la duchesse d’Uzès, les familles d’Orléans et Bonaparte) apporta donc un soutien financier au boulangisme. Selon l'historien Bertrand Joly, « Boulanger ne peut se passer de l'aide royaliste ; sans l'argent, les meneurs et les électeurs ruraux de la droite, le boulangisme serait mort-né au printemps 1888 ».

### Boulanger, militaire ou candidat?

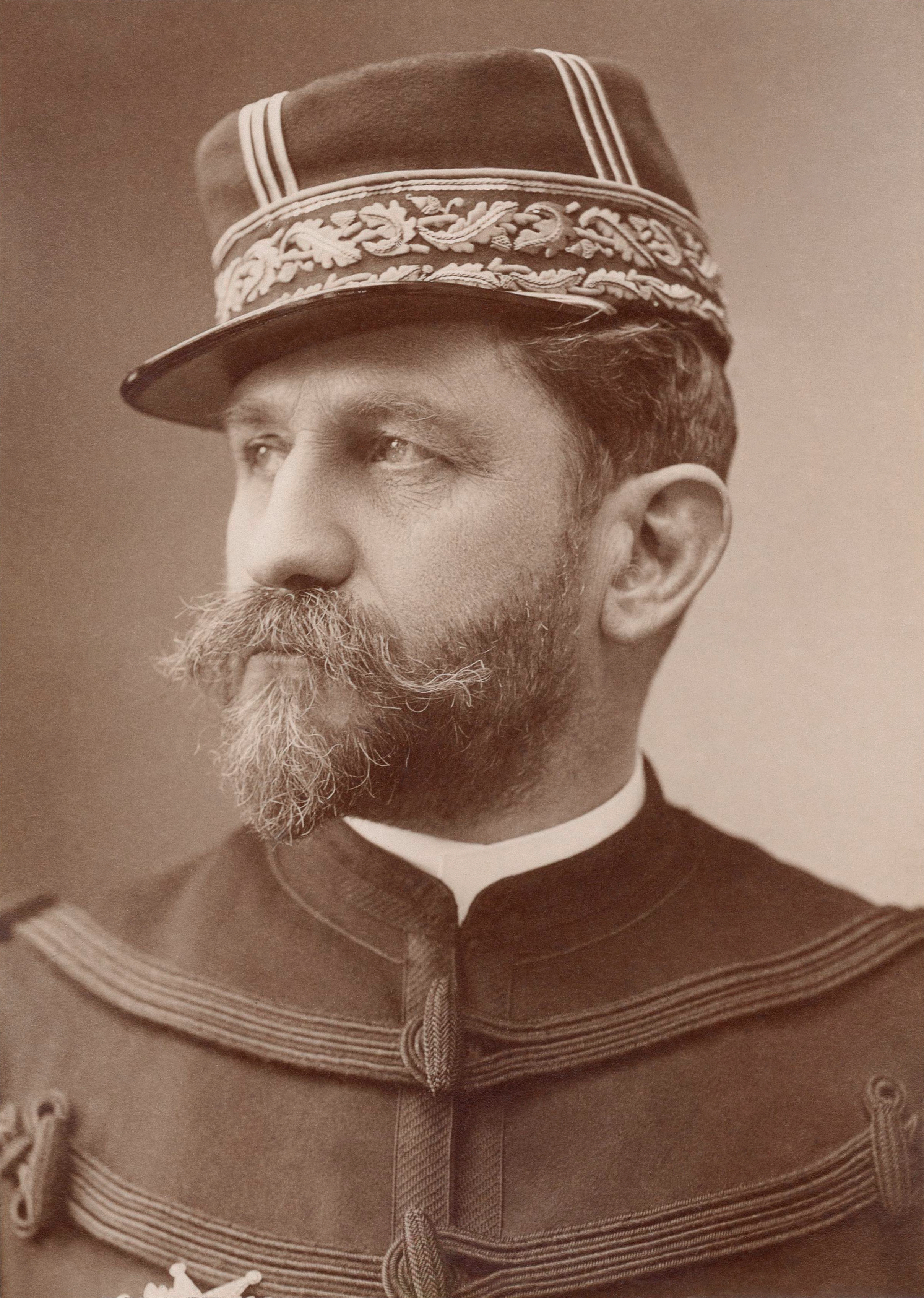
Le général Georges Boulanger par Nadar.

Alors qu'il est ministre, mais militaire donc inéligible, en février 1886, les radicaux lui proposent déjà une candidature sénatoriale en Seine-et-Oise qu'il refuse publiquement En juin, Le Figaro annonce une candidature de Boulanger à Nantes pour les cantonales d'août, sans suite.
Après son éviction en mai 1886 du gouvernement, les radicaux intransigeants, Henri Rochefort en tête, proposent de mettre la pression sur les opportunistes en s'appuyant sur un plébiscite lors d'une élection partielle à Paris. Rochefort, ainsi que la Ligue des patriotes et certains journaux radicaux, proposent d'ajouter le nom de Boulanger à l'unique candidat radical. De cette manière, Boulanger obtient environ 13 % des votants. Le 26 mai, face à l'annonce de l'échec du retour de Boulanger, Alfred Naquet propose à Boulanger un coup d'état, ce que le général refuse sachant qu'il n'a aucune chance d'y parvenir.
La première manifestation purement boulangiste se déroule à l'Opéra de Paris le soir du 31 mai, après la nomination de Rouvier et l'accord entre les opportunistes et la droite pour obtenir un gouvernement sans le général. Elle est de petite taille et de courte durée mais prononce déjà le retour de Boulanger, chante En revenant de la revue et une colonne se dirigeant vers l'Élysée mais sans aller bien loin.
Le premier meeting pro-Boulanger est organisé sous le couvert d'une manifestation en soutien aux Alsaciens-Lorrains condamnés par l'Allemagne le 18 juin comme séditieux mais ayant aussi un Français vivant en Alsace. Déroulède, qui était en froid avec Boulanger, retourne auprès de lui avec le soutien de la Ligue des Patriotes parisienne et organise le meeting le 24 juin, où il ovationne Boulanger et critique longuement le nouveau gouvernement. Entre 3 000 et 5 000 personnes sont présentes, le gouvernement et l'État-major décident alors de cesser de ménager Boulanger et le mutent le 29 juin à Clermont-Ferrand comme chef de corps d'armée. Son départ le 8 juillet donne lieu à une démonstration de foule : entre 10 000 et 20 000 personnes envahissent la gare de Lyon, couvrent le train d'affiches « Il reviendra » et bloquent son départ pendant plus de trois heures et demie. Durant la nuit, la manifestation se déplace à la place de la Bastille jusqu'à minuit puis environ 1 200 personnes se dirigent dans la rue du Quatre-Septembre et affrontent la police avant de se disperser. Les derniers attroupements à l'Opéra et à la Bourse se dispersent à 2h du matin. Cet événement, malgré son impréparation par Déroulède et Boulanger qui ne pensaient que quelques centaines de personnes seraient présentes, fut perçu comme une tentative de complot et d'insurrection.
À Clermont-Ferrand, Boulanger cherche à se maintenir dans l'actualité dans l'objectif de redevenir ministre. L'Intransigeant et L'Autorité parlent tous les jours de lui. Sur place, il soigne sa propagande avec l'aide du conseiller municipal et ancien communard Achille Ballière, distribuant ou vendant des affiches de ses discours, mais aussi des portraits, des médailles et des bustes de lui-même. Le 14 juillet, Déroulède appelle à une grande manifestation mais seules 3 000 personnes sont présentes à la gare de l'Est puis à Longchamp.
Le 17 juillet, son nom est inscrit par les radicaux locaux à une élection partielle de la Loire-Inférieure et obtient 3,1 % des votants. Dans certains quartiers radicaux de Nantes, il approche les 25 %. Deux semaines plus tard, son nom est à nouveau écrit dans une partielle de la Meuse avec 2,43 % des votants. Un nombre qui semble peu élevé mais qui, pour un non-candidat, est déjà significatif.
En octobre, le scandale des décorations éclate, provoquant d'importants troubles et une forte colère de l'extrême-gauche et des radicaux. De même, la droite, se sentant flouée par l'accord avec le gouvernement, s'attaque directement aux opportunistes. La corruption révélée, les diverses manœuvres pour étouffer l'affaire mais aussi la manière dont la sortie de crise a été effectuée, couplée à des manifestations organisées par Paul Déroulède, révèlent la crise intense de la République et permetttent au boulangisme de se développer sur ces colères.
Fin novembre, Boulanger rencontre Armand de Mackau et ils promirent leur soutien au candidat à la présidence de la République Freycinet qui s'engagerait à prendre Boulanger comme ministre de la Guerre. Selon Mackau, Boulanger aurait indiqué qu'il pourrait ainsi faire un coup d'État pour remettre le comte de Paris sur le trône, tandis que selon René Le Hérissé, il n'accepte que le plan de Freycinet à la présidence sans la restauration. Le plan échoue lorsque Mackau ne parvient pas à convaincre les royalistes de voter pour Freycinet.
Le 2 janvier 1888, le général rencontre le prince Napoléon (Jérôme), sur demande de Georges Thiébaud, qui lui promet son soutien, notamment financier, pour mettre en place la stratégie électorale de Dillon, le plébiscite via les élections partielles. C'est pourquoi, malgré son inéligibilité — car militaire — il est présenté aux élections dans 7 départements sous étiquette bonapartiste le 26 février. Contrairement aux autres élections où son nom figurait, la campagne, bien que tardive et désorganisée, est bien commandée par Thiébaud, avec le soutien secret de Boulanger. Celui-ci ment au ministre Logerot sur son engagement politique, alors que les rapports de police confirment bien la réalité. Les scores de Boulanger sont globalement satisfaisants, avec environ 12,31 % des votants soit 57 772 voix. Cependant, il s'agit d'un échec total dans les Hautes-Alpes et dans la Haute-Marne avec moins de 1 000 voix. La tactique ne fonctionne en réalité que par un vote négatif contre le gouvernement, dans le cas où il existe des réserves de voix de droite ou de gauche par l'absence de candidats. Cependant, ce n'est pas l'analyse contemporaine et les opportunistes et une partie des radicaux protestent face à ces résultats. Le 11 mars, il est à nouveau candidat dans les Bouches-du-Rhône mais face aux critiques, Thiébaud préfère retirer la candidature, obtenant alors seulement 1 % des voix. Le 13 mars, est publié le premier numéro de La Cocarde totalement bonapartiste, le premier journal s'en réclamant exclusivement.
Le 14 et le 16 avril, Boulanger et les royalistes établissent une alliance où les seconds financent fortement le boulangisme, de l'ordre de plusieurs milliers de francs par mois. En échange, Boulanger semble promettre de rétablir la monarchie.
En 1888, il sollicite la duchesse d'Uzès (héritière de la plus riche maison de vins de Champagne) pour 25 000 francs puis 3 millions au nom du Roi.
Le 15 mars, le ministre de la Guerre, Logerot rédige un rapport contre Boulanger en raison de son insubordination, étant venu à de multiples reprises à Paris sans l'aval de Logerot. Il est alors mis en non-activité par retrait d'emploi : son avancement est en suspension, il doit être en tenue civile et sa solde est réduite de 40 %. Il a aussi besoin d'une autorisation pour choisir sa zone de résidence et en sortir. Cette décision est une surprise pour tous, car Logerot n'avait prévenu personne, Tirard ne peut qu'approuver et pense que Boulanger va disparaître après avoir été élu. Les opportunistes en général ne comprenant pas du tout la nature de la crise et de la tactique électorale. Le lendemain, Dillon, Laguerre et Rochefort accompagnés d'autres boulangistes et de Boulanger lui-même, créent le Comité républicain de protestation nationale (CRPN) chargé d'organiser le boulangisme. Il appelle immédiatement à voter pour Boulanger pour les prochaines partielles dans les Bouches-du-Rhône ainsi que dans l'Aisne. Bien que les boulangistes obtiennent le soutien du comité bonapartiste local, la situation est trop défavorable et le Comité préfère retirer la candidature, bien que la propagande continue. Le jour du scrutin, Boulanger n'obtient que 1,37 % des voix dans les Bouches-du-Rhône mais 42,5 % dans l'Aisne. Il y a récupéré les voix des radicaux non-gouvernementaux (60 % des voix) et de la droite bonapartiste (40% des voix). Cependant, après la rencontre avec Paul Doumer qui souhaite se retirer au profit de Boulanger, le Comité retire celui-ci au profit de Doumer.
Le 26 mars, le conseil d'enquête présidé par le général Victor Février prouve qu'il y a bien eu abandon de poste et indiscipline de la part de Boulanger et propose la radiation pour fautes graves et la mise à la retraite d'office. Logerot approuve dès le lendemain avec la signature du Président Carnot. Boulanger vient de revenir à la vie civile, lui permettant d'être officiellement éligible.

### Le candidat Boulanger

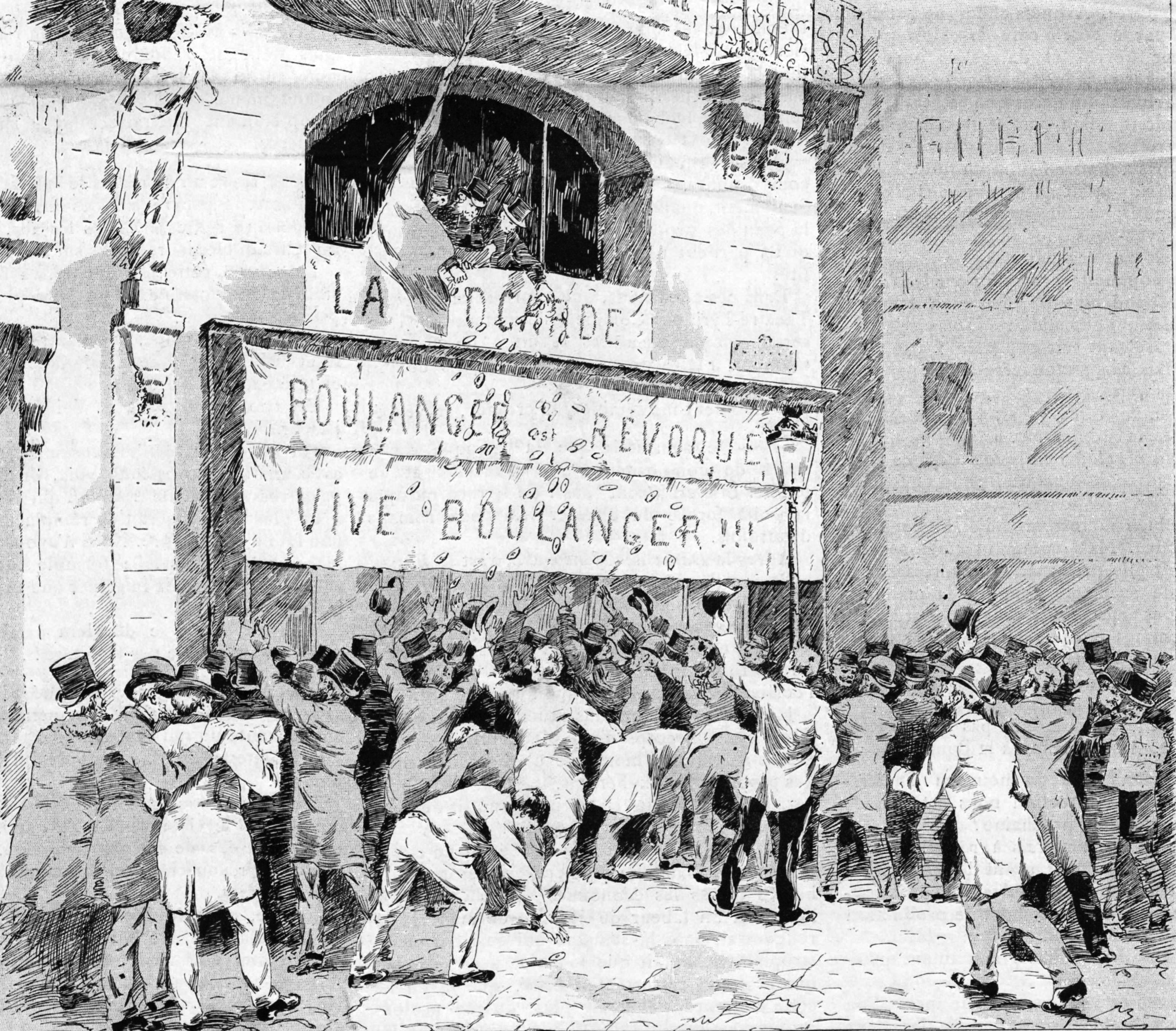
Les manifestations boulangistes. Rue Montmartre : la distribution des cocardes [devant les bureaux du journal La Cocarde]. Dessin d'Ernest Bouard. Le Monde illustré, 25 mars 1888

Rayé des cadres de l'armée, Boulanger se présenta à plusieurs élections avec un programme simple : la mise en place d'une Assemblée constituante. À force de promesses secrètes à ses différents concurrents, il finit par remporter des succès électoraux grandissants. Le 28 mars dans l'Aisne, Boulanger se désiste au second tour et indique se présenter de manière officielle dans le Nord. Il ne pose pas sa candidature dans la Dordogne, pour une élection le 8 avril, mais Thiébaud y effectue campagne en son nom. Dans l'Aisne, Boulanger obtient finalement au second tour 12,4 %, tandis que dans l'Aude il obtient 15,9 % sans y être candidat mais avec une forte publicité électorale. Dans la Dordogne, Boulanger obtient 59,4 % grâce aux voix bonapartistes, royalistes et radicales, il aurait probablement pu avoir encore plus si le CRN avait véritablement fait campagne, de même que Boulanger lui-même. Boulanger désavoue cependant cette élection et démissionne le 12 avril.
Le Nord est un choix stratégique car le département est industriel, renforçant l'idée d'un Boulanger radical, et hésitant entre la droite et la gauche. Les royalistes fournissent 200 000 francs pour la campagne tandis que le gouvernement donne 300 000 francs. Laguerre y est présent et organise une bonne campagne d'une semaine avec un fort battage médiatique. Boulanger est élu dès le premier tour avec 64,3 %. Son arrivée à la Chambre le 19 avril 1888 est suivie par une foule importante de 10 000 personnes, Boulanger s'assoit à l'extrême-gauche. En réalité, Boulanger ne siège presque jamais, ne prend pas la parole, ou seulement pour lire un discours écrit, et ne participe pas aux votes.
Il est alors proposé de faire une demande de révision via la signature d'une charte au niveau nationale, mais le devis de 500 000 francs par Dillon enterre l'idée. Le 22 avril, le score dans l'Aude est médiocre mais cela est totalement éclipsé par les victoires précédentes. Le 28 avril, un banquet boulangiste est organisé au café Riche avec 20 députés, une manifestation ayant lieu après est réprimée par la police avec 39 arrestations, ainsi que Déroulède, de Susini et Le Hérissé, qui sont relâchés deux heures plus tard.
Le 29, deux importantes défaites ont lieu en Isère et en Haute-Savoie, la candidature n'étant posée qu'officiellement dans la première par La Cocarde sans l'aval de Boulanger qui désavoue mais poursuit la campagne. Boulanger n'obtient alors que 6 %. Pourtant, la Cocarde continue de payer pour une campagne encore plus importante au second tour et Boulanger progresse de 10 000 voix pour atteindre les 15 %. Au mois de mai, les élections municipales se déroulent et les boulangistes ne sont presque pas représentés, puisque le CRN pensait que des votes spontanés pour le général auraient lieu.
Le 4 juin, Boulanger dépose une proposition de révision à la Chambre, où il est interrompu à de multiples reprises, son discours et le débat qui suit sont médiocres et seul Clemenceau lui répond sur le fond. La Chambre refuse l'urgence proposée par les royalistes et la proposition est enterrée. Les royalistes lui demandent alors de démissionner tout de suite, ce qu'il ne fait pas. Sa proposition se concentre sur l’exécutif qu'il souhaite renforcer tout en étant pour la suppression de la présidence, des ministres non-parlementaires et responsables uniquement devant le chef de l'exécutif, la suppression du Sénat et un référendum pour accepter la nouvelle constitution.
En Charente, une partielle est organisée le 17 juin, Boulanger ne se présente pas car les bonapartistes ne le soutiennent pas. C'est Paul Déroulède qui choisit de se présenter dans son département de résidence. Le CRN et Boulanger sont forcés de le soutenir tandis qu'il doit faire face au candidat opportuniste Lazare Weiller et au candidat bonapartiste Étienne des Seguins. La campagne est particulièrement violente, Weiller n'hésitant pas à dépenser généreusement son argent. Le résultat est de 40,95 % pour des Seguins, 31,25 % pour Weiller et seulement 26,92 % pour Déroulède qui se retire, alors que les royalistes veulent soutenir des Seguins, le CRN soutient Weiller. Le comité sur place continue la campagne du second tour où des Seguins est élu et Déroulède obtient tout de même 15,1 %. Face à cette défaite, Déroulède est en colère contre les boulangistes et se retire jusqu'en novembre.
Deux autres partielles dans le Loiret et dans le Rhône sont des échecs électoraux, le boulangisme entre en crise. Portalis et Mayer quittent le CRN tandis que le comte de Paris désavoue en partie l'alliance. Les opportunistes pensent alors que le boulangisme est déjà défait. Pourtant, le 12 juillet, Boulanger revient à la Chambre lors du débat sur la suppression des congrégations. Il prend la parole pour demander la dissolution et face aux attaques personnelles et au tumulte, Jules Méline demande la censure contre Boulanger qui démissionne, comme il l'avait déjà prévu. Boulanger entre ensuite en duel contre Floquet qui gagne, blessant dangereusement Boulanger qui est souffrant jusqu'au 21 juillet et l'humiliant. Se présentant dans l'Ardèche pour le 22 juillet, il ne peut se déplacer et la situation locale est très défavorable aux boulangistes puisque le comité royaliste local prône l'abstention et condamne Boulanger, il n'obtient que 38,5 %. En Dordogne, pour son remplacement de mai, il n'obtient que 5 %. Boulanger se déchaine en interne contre les royalistes qu'il accuse de trahison.
Pourtant, en août, Boulanger tente un coup politique important. Il se présente à la fois dans la Charente-Inférieure, dans le Nord et dans la Somme, contre l'avis de Dillon pour des raisons financières, et de ses proches pour des raisons électorales. Boulanger fait pour la première fois campagne en personne avec un grand tapage médiatique. En Charente-Inférieure, il bénéficie aussi d'une alliance avec les bonapartistes tandis que dans le Nord c'est Laguerre qui dirige les opérations face à un radical et un opportuniste. Dans la Somme, Albert de Mun n'obtient pas le soutien du comte de Paris mais les comités royalistes locaux soutiennent l'alliance. Le 19 août, le résultat est un choc pour les opportunistes : 56,43 % dans la Charente, 54,29 % dans le Nord et 61,7 % dans la Somme. Pourtant, encore une fois, ces victoires sont en trompe l'œil, elles éclipsent les lourdes défaites antérieures et les contemporains ne voient pas que la part des voix républicaines diminuent au profit des voix conservatrices. Les républicains et les boulangistes ne voient pas les lourdes lacunes du mouvement populiste pourtant bien visible entre mai et juillet.
Georges Boulanger part ensuite en vacances dans toute l'Europe jusqu'au 3 octobre, souhaitant faire une pause dans les élections et ne pas se présenter en province et subir des défaites. Sans campagne, il ne fait alors que 2 ou 3 % dans les partielles qui ont lieu. Dans le même temps, l'alliance avec la droite, et la rencontre avec le prince Jérôme est révélé dans la presse puis de la collusion avec les royalistes lors de l'élection présidentielle de 1888. L'alliance avec les royalistes toujours en cours, avec de nombreux détails est révélé le 27 octobre par Le Moniteur du Puy-de-Dôme, mais les républicains n'y croient pas. Le mariage de sa fille, et sa volonté de divorcer de sa femme, lui aliène ses alliés royalistes et le menace de mettre fin à ces financements. Alors que le projet de révision du gouvernement est présenté la chambre en octobre, les boulangers ne se réactive qu'à partir de décembre. Le premier mouvement à lieu à Nevers le 2 décembre où se regroupe des bonapartistes et des républicains autour de Boulanger où les discours sont contradictoires sur la vision du coup d'état du 2 décembre. Boulanger lui-même est ambigüe en rejetant la faute sur le parlementarisme de la Seconde République et justifiant le coup de Napoléon. À Paris, les comités boulangistes, après d'âpres débats, s'abstiennent de participer aux commémorations du député Alphonse Baudin, mort sur les barricades en 1851 pour ne pas soutenir le gouvernement. Cependant, il s'agit d'un renoncement de leur passé républicain qu'ils ne reprendront jamais.
Le 9 décembre, dans les Ardennes, Thiébaud souhaite se présenter à une élection partielle, cependant, les royalistes refusent catégoriquement et force Boulanger lui retirer son soutien et soutien publiquement le candidat royaliste, Auffray. Ce soutien n'est pas compris par le CRN qui vote un ordre du jour qui indique que seuls les révisionnistes via une constituante peuvent être boulangistes. Boulanger diminue son soutien au royaliste et tente de se justifier en interne. Laguerre, ayant maintenant connaissance de l'alliance, s'abstient de commentaires. Le résultat est finalement décevant pour les royalistes qui y voit une trahison des boulangistes et Boulanger doit renoncer à son divorce, rencontrer l'état-major royaliste et offrir de dissoudre le CRN. Lors de la rencontre avec Albert de Mun et les royalistes, Boulanger promet la restauration de la monarchie. Le CRN comprends qu'ils ont été trompés et que Boulanger travaille avec et pour la droite, cependant ils ne peuvent renoncer à la prise du pouvoir qu'ils estiment imminent ainsi qu'aux financements de Dillon. Ils rencontrent Jérôme Bonaparte, apprenant par la même occasion que Boulanger avait déjà fait la démarche l'année précédant et espérant entre 500 000 et 1,2 million de francs, provenant de l'impératrice Eugénie, qui, en février, refuse de soutenir « Plon-Plon ». Cela révèle surtout au CRN qu'il n'a aucune pouvoir décisionnel et que seul Boulanger décide véritablement. Le CRN soutien finalement aux royalistes et aux bonapartistes le 6 janvier.

### L'apogée: l'élection parisienne
Le 23 décembre 1888, Auguste Hude, député de la Seine, décède. Inconnu du grand public, il est pourtant assez influent puisqu'il est le porte-parole des puissants marchands de vin parisiens. Floquet décide de mettre l'élection le plus tôt possible pour abattre le boulangisme, le 27 janvier. Cette décision renforce l'idée boulangiste qu'une victoire à Paris est une victoire pour la France. Si Boulanger se déclare immédiatement candidat, le 28 décembre, il n'est pas très enthousiaste et ne participe que très peu à la campagne. Les conditions pour une victoire boulangistes sont idéales : affaires Wilson et Numa Gilly, fureur des épargnants du Panama, réorganisation de la Ligue des patriotes effectuées, mécontentement économique, usure du ministère et une occasion d'un vote protestataire sans conséquences.
Entre-temps, en Charente Inférieure et dans la Somme, le vote se porte sur un bonapartiste et un royaliste, tous deux soutenus par le CRN qu'ils présentent comme révisionnistes, le premier comme un républicain.
À Paris, côté républicain on pense d'abord pousser Émile Villeneuve à la démission pour forcer Boulanger à prendre un colistier mais le plan est rapidement abandonné. L'objectif est immédiatement de faire l'unité républicain mais le nom du candidat divise. Le 4 janvier, la Société des droits de l'homme et du citoyen se réunie avec 800 délégués pour réduire la liste à deux noms : Édouard Jacques et Abel Hovelacque. Les socialistes possibilités décident le même jour de soutenir une candidature unique républicain non-opportuniste. Le 6 janvier, 522 délégués sont inscrits mais seul un tiers est présent lors du vote. La candidature unique est à nouveau décidée puis vient le vote de la désignation. Comme prévu c'est Jacques et Hovelacque qui arrivent en tête, le premier ayant plus de cent voix d'avance, Auguste Vacquerie est aussi pressenti comme troisième nom. Au second tour, c'est Jacques qui obtient la majorité absolue. Celui-ci est un radical très modéré, mais surtout c'est le président du conseil général de la Seine et le porte-parole des marchands de vin et d'alcool de Paris. Les opportunistes sont déçu du résultats et ceux les plus modérés et du centre gauche appelle à l'abstention. Ce dernier élément, mais aussi la candidature unique qui fait candidat officiel, l'acceptation du défi boulangiste et le fait que Jacques ne peut égaler Boulanger dans sa personnalité, donne déjà le candidat républicain défait..
Les guesdistes décident pour leur part de soutenir Hovelacque dans un premier temps et le 6 janvier, refusent de soutenir Jacques. Les blanquistes pensent d'abord à Ernest Roche mais Vaillant demande la candidaure d'un révolutionnaire, tandis que Granger est pour le ni-ni. Finalement, le 3 janvier le Comité révolutionnaire central soutient Vaillant qui donne le nom de Frédéric Boulé, meneur de la grève des terrassiers. Le 7 janvier, un grand congrès socialiste est organisé ayant théoriquement 112 groupes, la plupart fictifs. Boulé est élu candidat. Cet événement est un retournement puisque les délégués devaient voter Vaillant. Il est parfois interprété que les boulangistes ont soudoyés les délégués pour voter Boulé qui est déjà dans la main des boulangistes, mais Gilles Candar pensent que cela est faux et doit plus à la collusion entre Granger et Rochefort et par les choix blanquistes de s'aveugler dans la lutte contre le gouvernement.
Du côté de la droite, si les boulangistes appellent à voter Boulanger, les royalistes se divisent aussi entre partisan de Boulanger et du candidat royaliste. Le 29 décembre, le comte de Paris demande à Dillon de ne pas proposer de candidat royaliste, demande qu'il réitère à de Mackau. Ferdinand Duval, antiboulangiste, cherche pendant tout le mois de décembre à favoriser une candidature royaliste et malgré les protestations des comités locaux royalistes, aucun candidature ne peut être retenue face à la défaite assurée au premier tour, menant au désistement au profit de Boulanger. À la mi-janvier, la décision royaliste est la « neutralité » du parti et la liberté de vote des électeurs.
La campagne fut intense, il est estimé qu'entre 500 000 et 1 million de francs ont été dépensés dans la propagande par le camp boulangiste, du côté des républicains seulement 200 000 ont été envoyés mais avec la puissance gouvernementale de leur côté. Les boulangistes ne font aucune réunion publique. Malgré l'intensité de la campagne, presque aucune violence n'éclate. La campagne boulangiste est meilleure, notamment grâce à l'aide de la Ligue des patriotes qui profite de la campagne pour se renforcer au détriment des comités boulangistes. Une nouveauté de la campagne, et qui est décisif, est le ciblage de la campagne selon le profils des électeurs, à chaque groupe social ou corporatif est donné une promesse. Ils axes aussi leur campagne sur la républicanité du mouvement car la bataille se joue à gauche. Boulanger est comparé par ses adversaires de Napoléon, de mauvais pour les affaires, l'emploi et l'Exposition universelle, enfin qu'il est pour la guerre. Leur campagne est mauvaise car entièrement négative.
Dès les premiers résultats de 19 heures, le résultat est clair, Boulanger l'emporte. Aucun trouble n'a lieu le soir même. Boulanger obtient 245 236 voix, 55,16 %, contre 162 875, 36,63 %, à son adversaire, le radical Édouard Jacques, et 17 039 voix, 3,83 %, au blanquiste Frédéric Boulé. Au moyen du système de candidature multiple, il s'était présenté et a été élu à peu près partout. Alors qu'il célébrait sa victoire en présence de 50 000 personnes dans le restaurant Durand, certains de ses partisans, notamment Thiébaud et dans une moindre mesure, Déroulède, lui suggérèrent alors d'effectuer un coup d'État en marchant sur la Chambre, mais il se refuse à les suivre sur cette voie, estimant qu’il avait toutes chances d’accéder rapidement au pouvoir sans avoir à violer la loi, de plus, Naquet, Dillon et Rochefort s'y opposent. La décision de Boulanger, éloigne Thiébaud du boulangisme. Les analyses du vote montre que l'apport des voix conservatrices ont été décisive tandis que les voix républicains étaient divisées à parts égales entre Jacques et Boulanger. Sociologiquement, les arrondissements très bourgeois et populaire ont voté Boulanger, tandis que toute la banlieue a voté massivement pour Boulanger. Pour Bertrand Joly, malgré tout, ce vote est toujours de protestation et non un vote d'adhésion programmatique, suivant ainsi l'interprétation des rapports de police.
Cette victoire cache une défaite à la partielle du même jour en Côte-d'Or où Boulanger obtient seulement 17,8 % avec une campagne de faible intensité, et face à un radical modéré, Amédée Bargy et un autre radical plus proche du boulangisme, Victor Prost. Après la premier tour, le CRN décide de ne pas reprendre la campagne et de laisser à un candidat royaliste et révisionniste de continuer la campagne, obtenant 43,4 % des voix au second tour face au seul radical modéré.

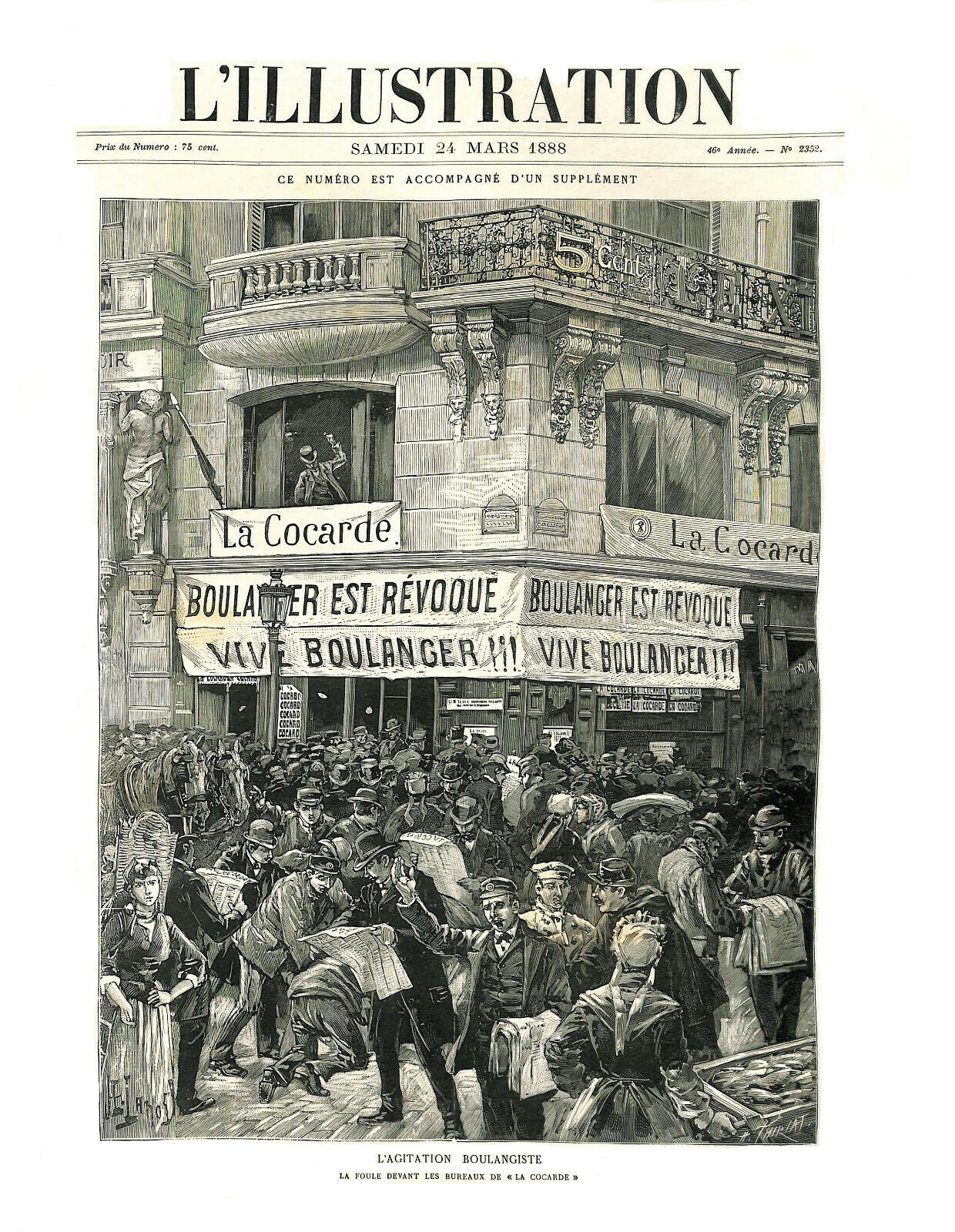
« L'agitation boulangiste. La foule devant les bureaux de La Cocarde » consécutivement à la radiation de Boulanger des cadres de l'armée (L'Illustration 24 mars 1888).
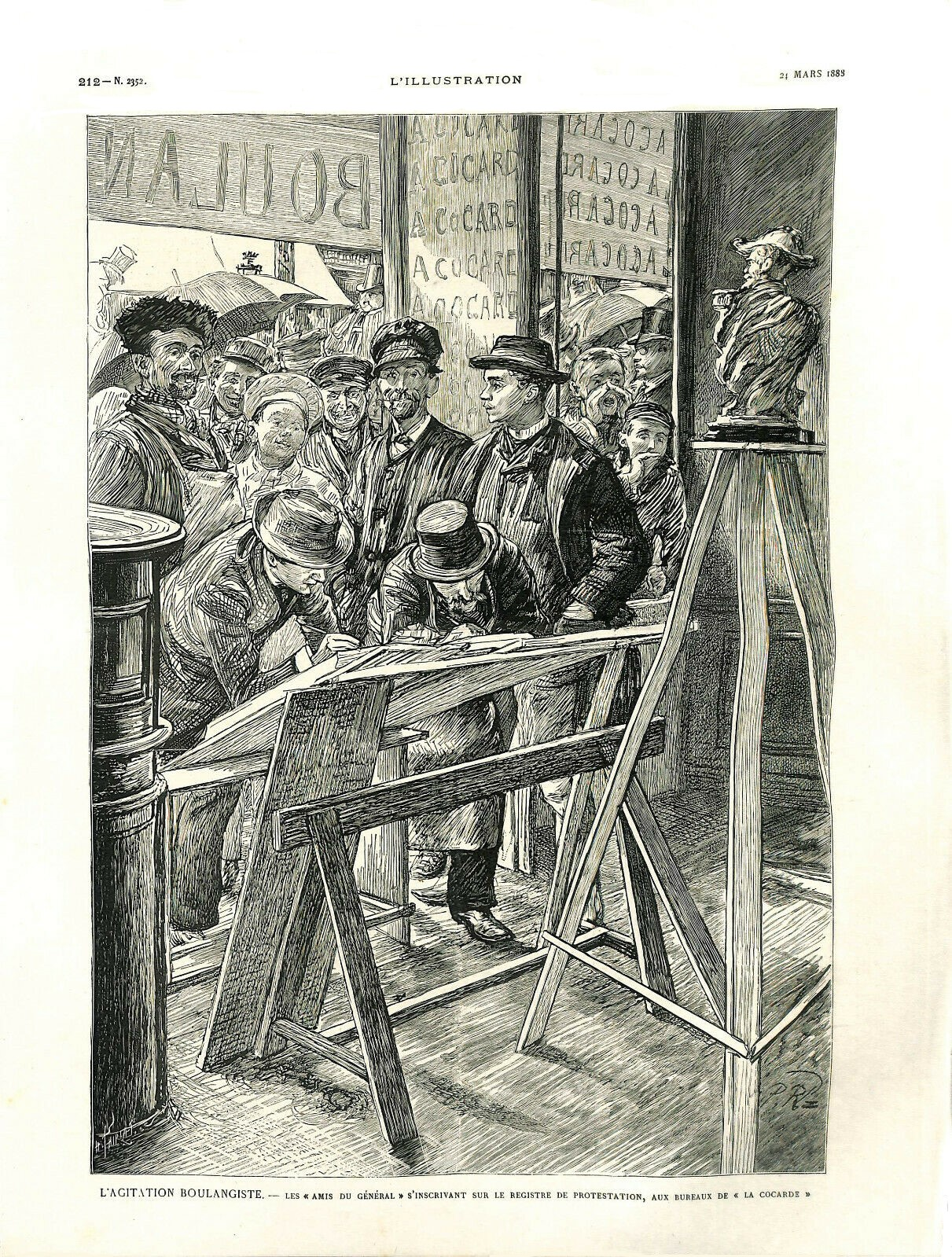
« L'agitation boulangiste. Les “amis du général” s'inscrivant sur le registre de protestation, aux bureaux de La Cocarde » (L'Illustration 24 mars 1888).
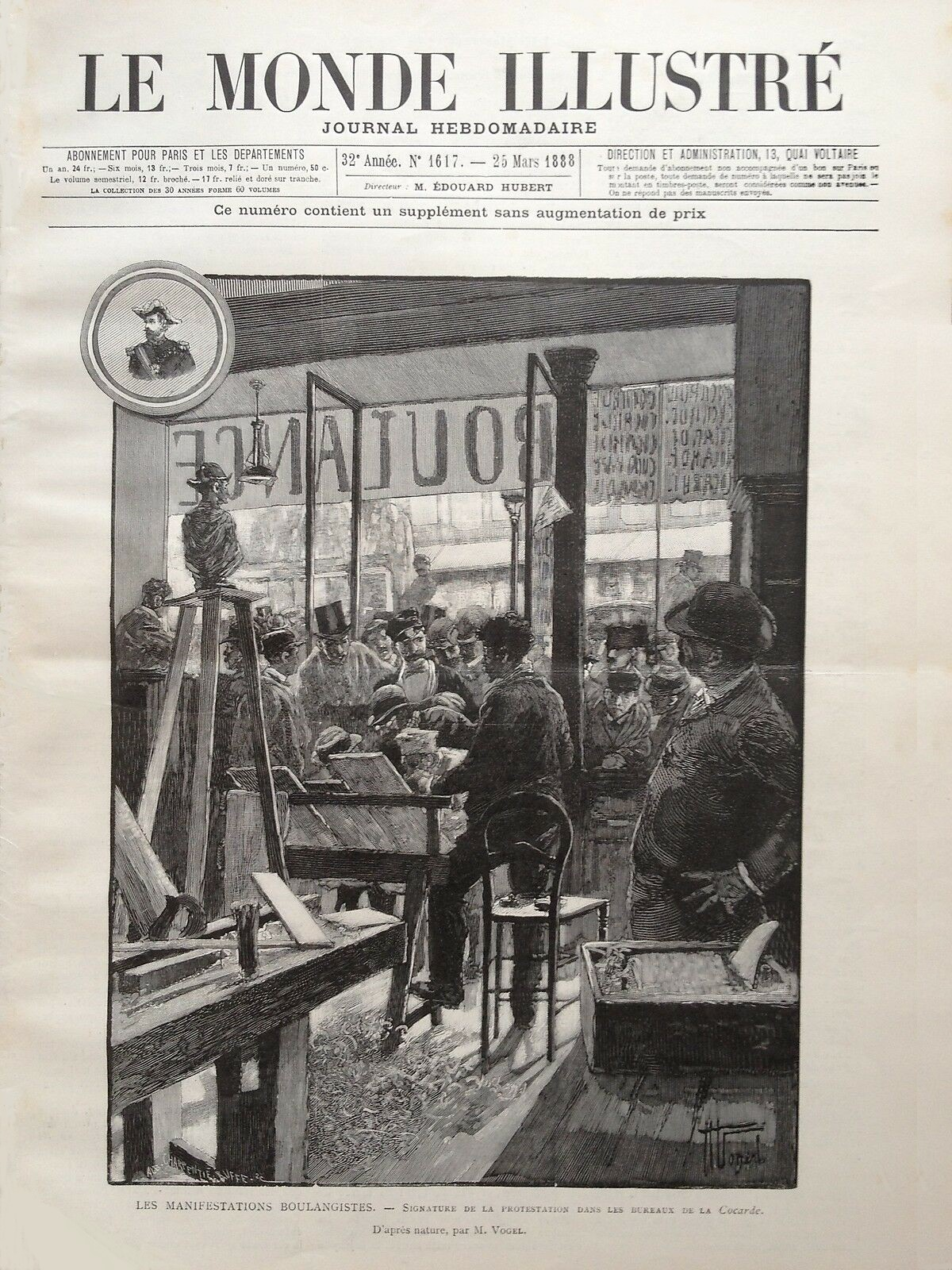
Manifestation devant les bureaux du journal boulangiste La Cocarde à la suite de la radiation du général (Le Monde illustré, 25 mars 1888).
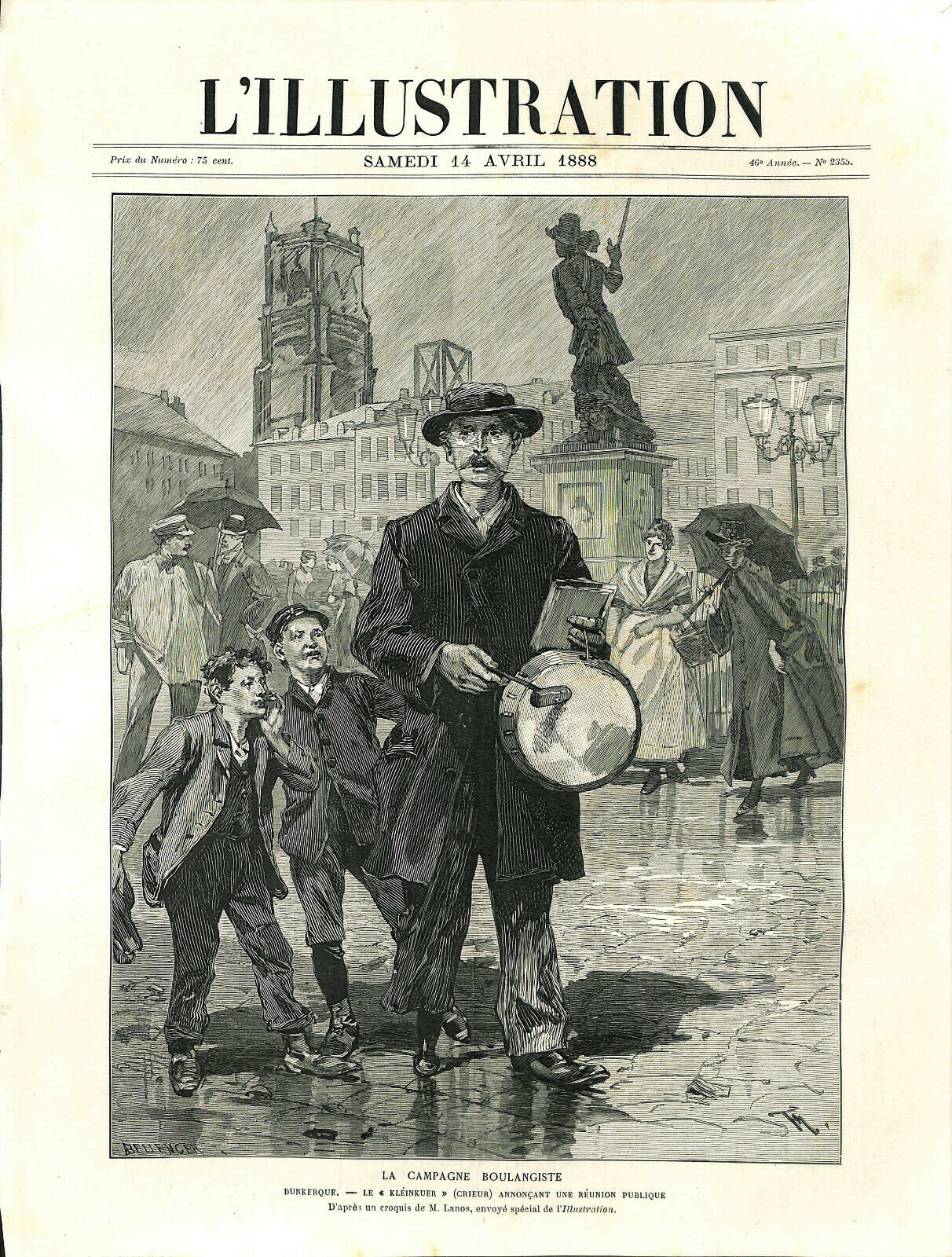
Campagne électorale boulangiste à Dunkerque : un crieur annonce une réunion publique (L'Illustration, 14 avril 1888).
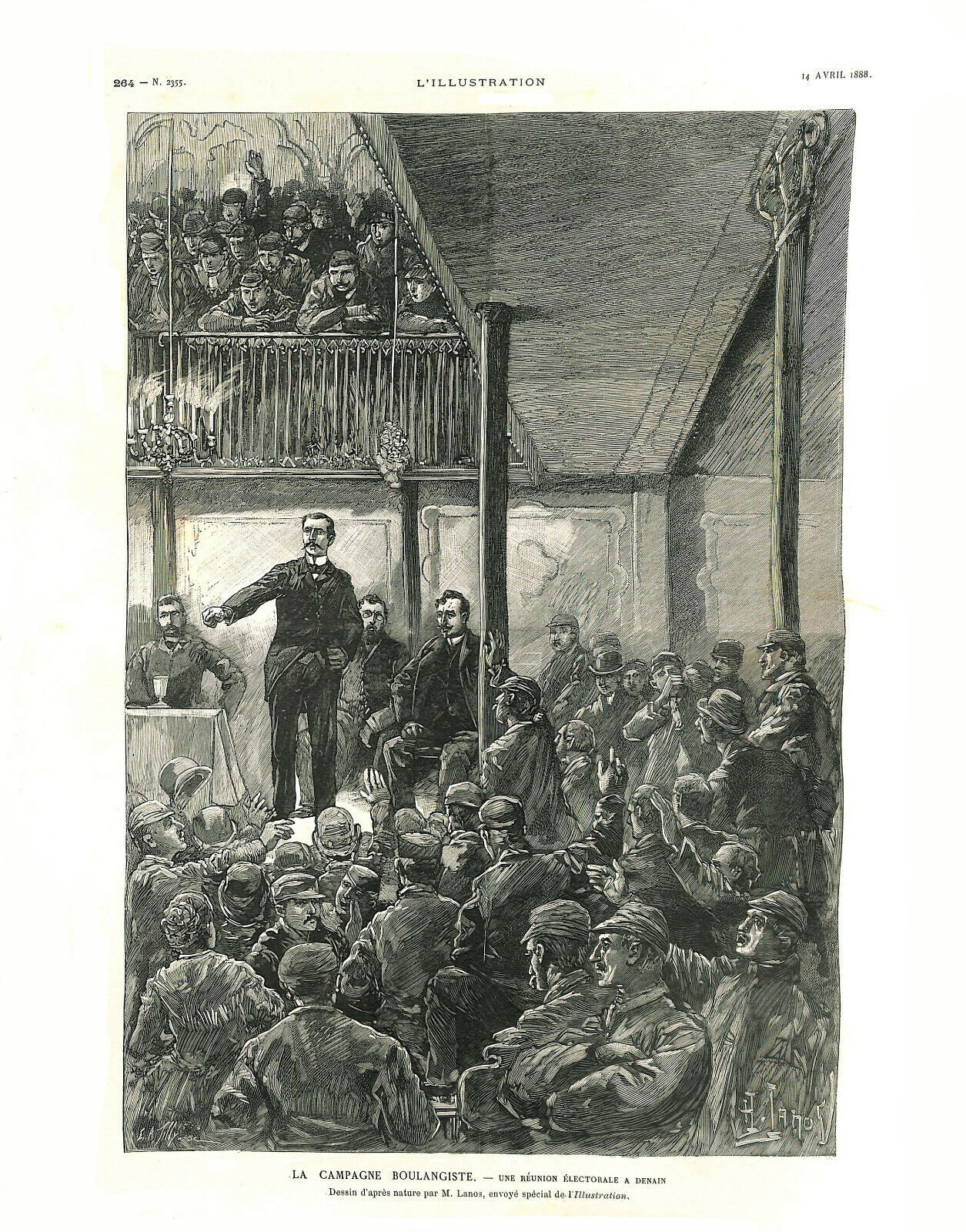
Campagne boulangiste à Denain (L'Illustration, 14 avril 1888).
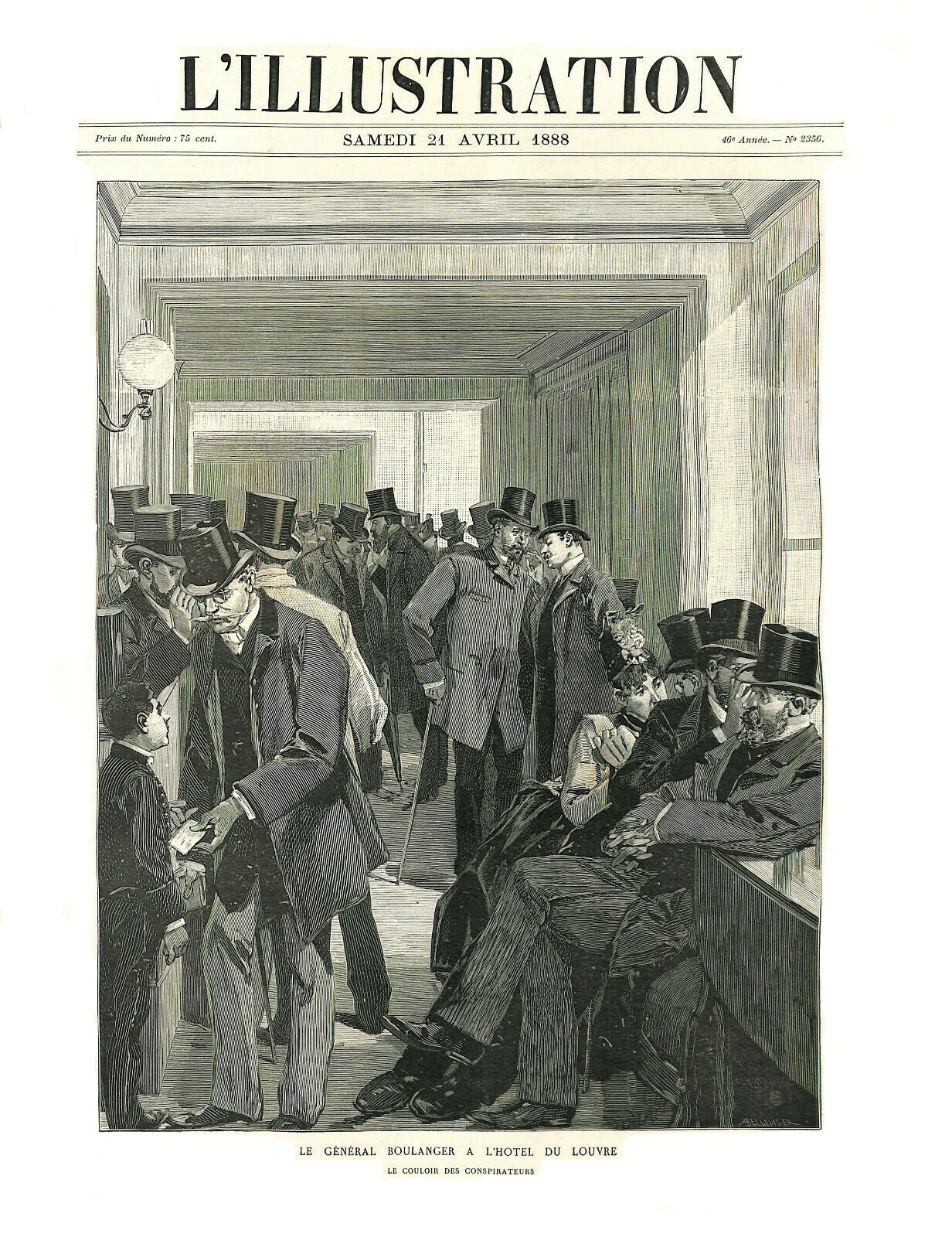
Le général Boulanger à l'Hôtel du Louvre (L'Illustration, 21 avril 1888).

### Victoires et limites

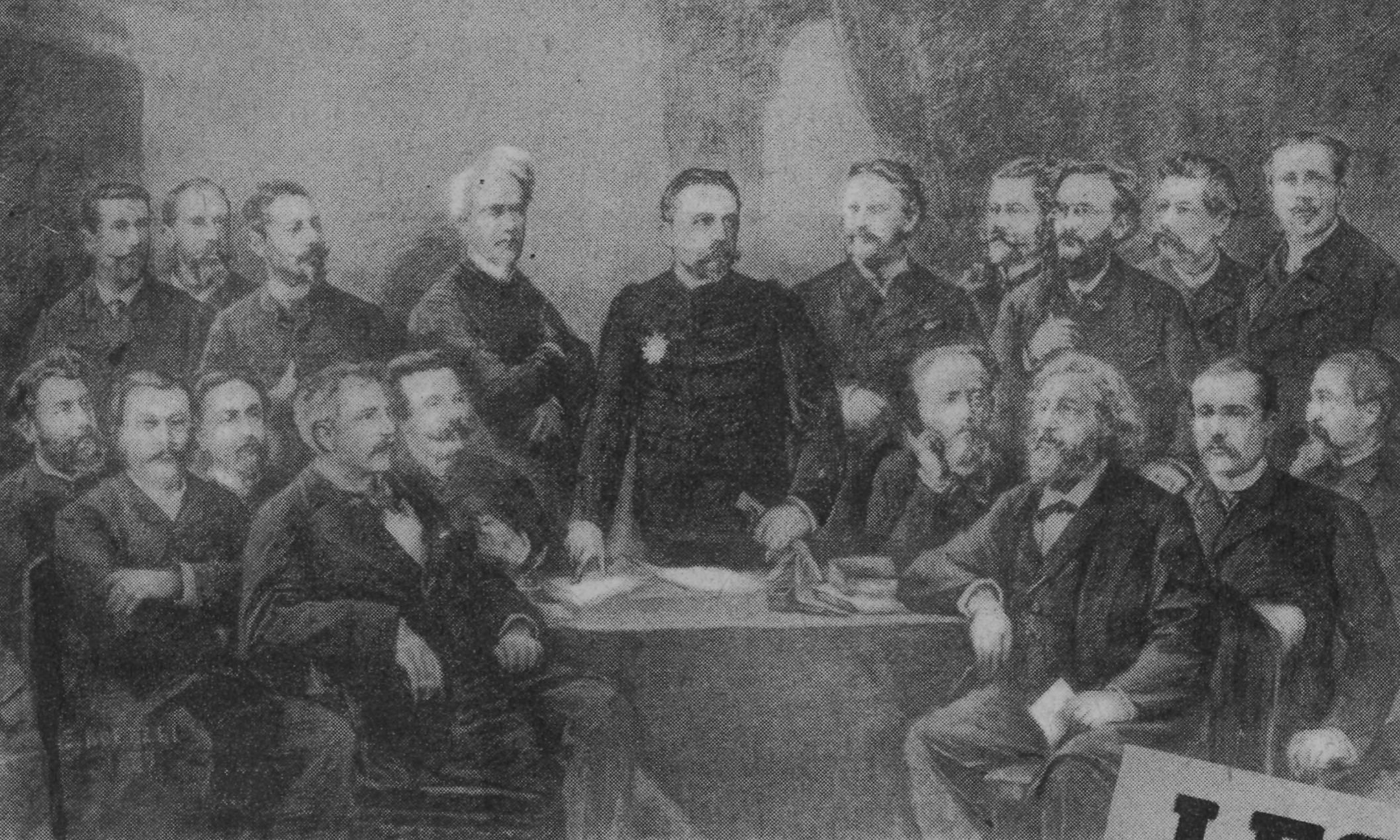
Le général Boulanger au milieu de ses principaux partisans.

En 1889, la moitié ou les deux tiers des députés boulangistes viennent de la gauche et de l’extrême-gauche[réf. nécessaire].
Paul Lafargue écrira : « La crise boulangiste a ruiné le parti radical ; les ouvriers, lassés d'attendre les réformes qui s'éloignaient à mesure que les radicaux arrivaient au pouvoir, dégoûtés de leurs chefs qui ne prenaient les ministères que pour faire pire que les opportunistes, se débandèrent ; les uns passèrent au boulangisme, c'était le grand nombre, ce furent eux qui constituèrent sa force et son danger : les autres s'enrôlèrent dans le socialisme. » Friedrich Engels reprocha à de nombreuses reprises les complaisances de Lafargue pour le boulangisme.
Ainsi, à Paris, le boulangisme a percé dans les quartiers populaires et non bourgeois. Goguel évoque aussi : « Les troupes du boulangisme parisien, journalistes faméliques, camelots, ouvriers, épaves sociales, dressées contre les gros bourgeois du parlement et de la finance. » (François Goguel, La Politique des partis sous la Troisième République).
En province, le boulangisme pénètre très peu dans les fiefs de la droite traditionnelle, monarchiste et cléricale, selon les études d'André Siegfried, sauf dans certains cas comme la Charente-Inférieure, où le vote Boulanger bénéficie d'un « vieil attachement au bonapartisme déçu par le ralliement à une République modérée où le pouvoir semble se dissoudre dans les arcanes parlementaires », et dans les départements « mixtes » (ayant élu une députation de droite et de gauche en 1885), où les positions de la droite sont renforcées. Cependant, Lissagaray rapporte que leurs députés sont les premiers défenseurs et le premier soutien de Boulanger à la Chambre des députés. Selon Patrick Lagoueyte, la droite, d'abord rétive, finit par rallier un homme qu'elle juge capable de « restaurer l'autorité de l'État, dans la tradition plébiscitaire », certains milieux royalistes se figurant qu'il pourrait jouer « le rôle d'un connétable restaurateur de la monarchie », aveuglement dont Boulanger se sert sans renoncer à ses convictions républicaines. D'ailleurs, en 1890, Mermeix révèle dans Les Coulisses du boulangisme la collusion de Boulanger avec la droite monarchiste, l'entourage du général, composé jusqu'à la fin de républicains de gauche, servant de façade devant le pays, pour Zeev Sternhell. D'après Jean-Louis Ormières, les droites entreprennent les premières démarches auprès de Boulanger, en la personne du baron de Mackau, dès l'élection de Sadi Carnot à la présidence de la République, le 3 décembre 1887, et, quand, l'été suivant, le général l'emporte lors d'élections partielles dans trois départements, il attire aussi bien à lui l'électorat conservateur (royalistes et bonapartistes) que de la gauche radicale et socialiste.
Après la victoire à Paris, les boulangistes ne profitent pas de l'élan pour parfaire leur situation sur le terrain et relâche la pression, Boulanger ne va d'ailleurs pas à la Chambre et ne visite pas les comités locaux. De plus, le CRN se divise entre les « agités » qui souhaitent maintenir la pression médiatique et politique et les plus modérés. Déroulède passe ainsi deux semaines à faire campagne dans la Ligue des Patriotes pour demander la dissolution de la Chambre, avant d'accepter la trêve pour l'exposition universelle. Enfin, seul un député se rallie à Boulanger après cette victoire. Cependant, ces difficultés ne se voient pas immédiatement car les opportunistes sont en réalité beaucoup plus affectés à court terme, ils sont humiliés mais entament dans le même temps des réactions contre le boulangisme. Le 28 janvier, le projet de loi sur l'élection par arrondissement est déposé en conseil des ministres puis le 31 à la Chambre, où Clemenceau prend la parole pour accepter le retour à l'arrondissement mais aucun loi d'exception au nom des libertés publiques.
Début février, la loi arrive en séance plénière avec l'urgence, tous les amendements sont écartés et la loi est votée par 268 contre 222, ces derniers étant la droite et quelques députés radicaux. Le Sénat accepte la loi immédiatement après par 222 contre 54. Toutes les élections partielles prévues sont annulées jusqu'au prochain renouvellement intégral. Le 14 février, la question de la révision arrive à la Chambre, Gaston de Douville-Maillefeu prend la parole pour un long discours incohérent mais argumenté proposant l'ajournement indéfini. Alors que personne ne prend au sérieux celui-ci, la motion passe par 307 contre 218 et le Floquet se démet. La coalition de renversement est de droite et d'opportunistes ainsi que 13 boulangistes sur 17. Le CRN doit alors justifier ce vote en indiquant que cette révision n'était pas la bonne révision. Ces événements précipites la reconfiguration radicale, fortement atteint par leur défaite dans leur bastion électoral. Ils décident donc d'enterrer les dissentions avec les opportunistes et Clemenceau se retrouve dans une position centrale de l'appel à l'unité contre le boulangisme, ce qui ne peut que défaire Boulanger.

### Déclin
Le nouveau gouvernement Tirard fait entrer Ernest Constans à l'Intérieur dans l'objectif est explicitement de mettre fin au boulangisme. Dès le début du mois de février, le ministère commence à cibler la Ligue des patriotes pour trouver des raisons de sa dissolution.
Constans, accuse les chefs de la ligue de « complot contre la République » en tirant prétexte de leur violent manifeste du 28 février condamnant l'écrasement par la France de la colonie russe du cosaque Achinoff en Afrique de l'Est. Constans utilise cet argument pour faire perquisitionner le siège de la Ligue et interdire tout rassemblement ou réunion de la Ligue, la dissolvant de facto. Il peut ainsi récupérer une circulaire du 12 février demandant aux comités locaux de préparer des marches militantes et mobiliser jusque 10 000 hommes, information déjà obtenue par le renseignement de la police. Cet ordre n'a en réalité pas été suivi par les sections et seuls 1 000 hommes étaient mobilisables sans volonté de coups d'état. La gouvernement poursuit personnellement aussi Déroulède, Naquet, Laguerre, Laisant et Tuquet dont l'immunité parlementaire est rapidement levée le 14 mars. Le procureur général rejette les preuves du gouvernement sur l'acte contre la sureté de l'État et le gouvernement axe son attaque sur la loi du 28 juillet 1848 sur les associations en indiquant que la Ligue est occulte et séditieuse. Les comités provinciaux sont dissous courant du mois de mars. La Ligue est anéantie et les boulangistes sont isolés, dès le 7 mars, le Sénat examine le projet de loi sur la procédure à suivre en Haute Cour tandis que l'exil du duc d'Aumale est supprimé par le gouvernement.
Le 3 mars, Boulanger dine ouvertement chez Henry de Breteuil, accompagné de l'ambassadeur d'Angleterre. Le 7 mars, il est officiellement présenté aux royalistes par la duchesse d'Uzès, suivit d'un grand banquet où Boulanger préside. La base républicaine boulangiste ne comprend pas se rapprochement officiel avec la droite. Cela se poursuit le 17 mars, à Tours, où Boulanger et Naquet y prononce des discours influencés par les royalistes. 4 000 personnes sont présentes pour accueillir le général et 1 300 personnes sont présentes au banquet. Pour la première fois, Naquet parle publiquement de sa théorie de la « marche parallèle » entre le boulangisme et le royalisme et d'une alliance de circonstance contre les opportunistes. Boulanger fait son discours en dernier et après une profession de foi républicaine réitère sa main tendue à la droite et aux catholiques. Il reprend lui aussi la « marche parallèle » avec une comparaison militaire. Ces deux discours jette le feu au poudre car l'alliance décriée par les opportunistes devient réelle et certains journaux radicaux comme l'Intransigeant désavoue tacitement le discours. Tandis que la frange républicaine du boulangisme s'éloigne, très peu de catholique se rajoute. Guillaume Edinger en profite pour quitter le mouvement le 21 mars suivit par un certain nombre de cadres du parti.
Dès le 3 mars, la menace d'un mandat d'arrêt devient palpable et les boulangistes détruisent certains papiers compromettant tandis que l'entourage s'inquiète véritablement à partir du 13 mars. Dillon est un fervent partisan de la fuite en Belgique, ce que Naquet refuse car il analyse que le mouvement mourra dès qu'il apprendra la fuite du général. Semblant être convaincu par Naquet, Boulanger ne quitte pas tout de suite la France, mais fait écrire une lettre à Naquet pour lui conseiller de partir pour se couvrir. Finalement le soir du 14 mars, Boulanger quitte la France pour la Belgique, rejoignant Dillon. Le lendemain, tous les membres de la direction du CRN lui demande de revenir. Cependant, voyant qu'aucune arrestation n'aura lieu, Boulanger revient de lui-même. Hormis ceux précédemment cités, seuls Arthur Meyer et la duchesse d'Uzès savent qu'il y a eu une fuite avortée.
Finalement, le gouvernement, et surtout Constans, adopte une stratégie d'intoxication informationnelle. D'un côté, il avance réellement vers une arrestation avec la procédure de Haute Cour qui arrive à la Chambre le 29 mars, ainsi qu'un Conseil des ministres le 30 mars avec une note officielle pour indiquer qu'il souhaite les poursuites contre le général et son entourage. Et de l'autre côté, la propagation de rumeurs d'arrestation immédiate dès le 28 avec la rumeur d'un dépôt de demande de levée d'immunité parlementaire de Boulanger le 30, qui n'arrive pas. L'objectif de Constans est de discréditer Boulanger en le poussant à la fuite plutôt qu'au procès. Les proches de Boulanger prennent les rumeurs pour vraies et accentue la peur de l'arrestation sur Boulanger. La décision de Boulanger est prise entre le 31 au soir et le 1er avril. Rochefort quitte la France dès le 31 tandis que Boulanger dine chez les bonapartistes. Le lendemain soir, il rejoint madame de Bonnemains et quittent ensemble Paris.
Les explications de la fuite sont multiples : pression de Dillon, de Rochefort, de madame de Bonnemains, la menace gouvernementale et la peur que s'il est arrêté, le parti national se disloquera. Dans les raisons moins avouable, il y a le fait que Boulanger a peur de perdre sa vie de luxe. Il part d'ailleurs sans avoir l'aval de ses alliés hormis Dillon, et sans ses archives qu'il fait uniquement cacher et que la police retrouve facilement, découvrant le réseau de fonctionnaires acquis à Boulanger. Il justifie cette fuite dès le 2 avril et indique qu'il a la preuve qu'il allait être arrêté, sans jamais la montrer, puisqu'inexistante. Il pense avoir pris la bonne décision et le fait savoir à ses proches. Aucun de ses proches ne parvient à le faire revenir et ceux-ci se cachent pendant une journée, pensant finalement être aussi arrêté eux-mêmes. Ce n'est finalement que le 4 avril que la Chambre lève l'immunité parlementaire de Boulanger par 353 contre 199. Si en privé les meneurs boulangistes sont ulcérés contre Boulanger, en public, ils soutiennent le général. Réécrivant l'histoire, le CRN adopte un ordre du jour public indiquant que la demande de la fuite provenait du CRN. Plutôt que de s'éloigner, les boulangistes préfèrent être jusqu'au boutisme, le mouvement ne connaissant presque aucune fuite dans les têtes d'affiches et les militants. En revanche, chez les sympathisants la réaction est plus mitigée tandis que dans l'opinion publique, la fuite du général le décrédibilise totalement et Boulanger sort de l'actualité.
Déroulède, sentant la situation devenir dangereuse, s'éloigne de Boulanger en rappelant que la Ligue n'est pas au service du général mais ne font que le soutenir, il rejette la fuite sur l'influence de Dillon et Rochefort ainsi que contre Thiébaud. Boulanger le fait immédiatement remplacer à la vice-présidence du CRN.
Après, un mois en Belgique, le gouvernement Français fait pression sur son homologue belge, qui s'inquiète aussi de la présence de Boulanger, pour expulser Boulanger et l'éloigner encore. Après, deux avertissements officieux début avril, le secrétaire général du ministère de la Justice rencontre Boulanger pour lui enjoindre de quitter le pays, ce qu'il fait le 24 avril et se rend à Londres. Éloigné de la France, hargneux, il néglige son activité politique et renvoie Dillon en août, celui-ci devenant le bouc émissaire des problèmes boulangistes. Le 27 août, Boulanger rencontre brièvement le comte de Paris promettant de mettre fin aux lois d'exil, et peut être de la restauration, pensant pour la première fois réellement à un coup de force. Entre mars et juin, Boulanger est présentés dans des élections locales ou sénatoriales, il est battu dans les trois quarts des cas et a le plus souvent un tiers des voix.
Le 8 avril, le décret de convocation de la Haute Cour est promulgué tandis que le lendemain la loi sur la procédure est votée à la Chambre. Le 12, le Sénat élit 9 membres pour la commission d'instruction dont le président est Charles Merlin qui délivre les trois mandats d'arrêts contre les accusés. Légalement, la Haute Cour n'aurait pas dû être réunie car elle est incompétente sur les accusations utilisées contre le boulangisme : le complot, l'attentat et le détournement de fonds. En réalité, le procès est totalement politique et ne respecte pas le loi. Dans les trois accusations : seul le détournement de fonds pourrait être prouvé. Déroulède échappe à l'accusation tandis que Dillon et Rochefort sont incriminés car ils ont fuit. Le dossier d'accusation est assez vide et sans preuve. La commission d'instruction entends de nombreux témoins, souvent à charge, en insistant sur les incidents des manifestations. Jules Quesnay de Beaurepaire cherche par tous les moyens de trouver des preuves et contrairement à l'usage porte plainte contre les journaux proférant des injures envers lui, tout en cherchant lui-même à salir publiquement Boulanger. Le 4 juillet, Quesnay lit son réquisitoire et le rapport de la commission est lu le 6, l'acte d'accusation est publié le 15. Le rapport est long, creux, sans force et de mauvaise foi.
Du côté des boulangistes, on cherche à utiliser la presse pour se défendre, notamment en utilisant les affaires Trarieux et Meyer, attaque Ernest Constans via les accusations de'Étienne Richaud en Indochine, font du tapage à la Chambre et harcèle de Quesnay. Début août, les boulangistes se réunissent à Londres pour décider du retour de Boulanger. Déroulède, Laguerre et Arthur Meyer sont pour son retour, indiquant que s'il reste en exil, le boulangisme est fini. De l'autre côté, Dillon, Laisant, Rochefort et Turquet sont contre. Finalement, Boulanger décide de rester à Londres, répondant à l'acte d'accusation le 8 août.
Après la lecture du très long réquisitoire de Quesnay, les accusations sont votées le 13 et 14 août. Boulanger est condamné pour complot (201 pour, 5 contre), d'actes préparatoires, d'attentat, Dillon d'actes préparatoires et Rochefort d'actes préparatoires, d'attentat mais pas des actes du 1er et 2 décembre 1888. Aucune circonstance atténuante n'est acceptée. Le CRN se prononce le 15 août contre le retour de Boulanger tandis qu'est organisé la publication à 1 million d'exemplaires d'une publication de Boulanger, dont la majorité reste entreposé faute de liquidité. Le 4 septembre, Boulanger écrit à Tirard pour lui demander un jugement via conseil de guerre ou la cour d'appel de Paris, sans succès. Le 24 août, les royalistes comprennent que Boulanger est politiquement terminé.
Le gouvernement fait interdire le cumul des candidatures aux élections législatives par la loi du 17 juillet 1889. Peu avant, le 28 juillet se déroule les élections cantonales, où les boulangistes souhaitent faire un plébiscite facilement et bon marché. Si Déroulède souhaite présenter Boulanger dans les 1 439 cantons en jeu, de Mackau ne donne qu'une liste de 61 cantons gagnables. Tout le CRN soutient cette campagne et Boulanger décide de se présenter officiellement dans 80 cantons sans que ne paraisse une liste officielle. En réalité, Boulanger est présent dans environ 400 cantons. La campagne commence tardivement, le 15 juillet, et est totalement inadaptée à une élection locale. Les boulangistes n'ont de plus presque aucun comité local, empêchant de mener une campagne ciblée et de faire parvenir le matériel de vote. La défaite électorale est donc très claire avec seulement 158 640 voix pour les boulangistes, Boulanger n'arrivant premier que dans 12 cantons et s'y retirant. Après avoir dénié cette défaite, l'état-major boulangiste s'entre-déchire en utilisant Dillon et Déroulède comme boucs émissaires, tandis que Boulanger écrit un manifeste critiquant les notables locaux et attaque en privé les royalistes. Les boulangistes ne tirent alors aucune conclusion de ce scrutin, que le boulangisme est en baisse, qu'il faut mieux préparer la campagne et que les quelques structures boulangistes en province sont des coquilles vides. De plus, Boulanger n'est plus capable de gagner sans l'appui conservateur, dans le zone urbaine ou contestataire.
Les élections du 22 septembre 1889, sont calmes, les incidents étant dans la moyenne de l'époque. Les boulangistes restent sur leur programme de « révision-constituante » sans plus développer. Les sujets de la campagne sont assez peu clivants. Le « barodet » indique que la révision reste une promesse pour 346 députés, les tarifs douaniers pour 321, la maitrise du budget pour 260, l'union des républicains pour 236, la liberté de conscience pour 212, pour développer les institutions de secours et de prévoyance pour 211, une politique de paix pour 207, la réforme de l'impôt pour 164, la réduction ou la suppression des frais de justice pour 161, la stabilité ministérielle pour 141, la séparation des Églises et de l'État pour 117 députés, l'arrêt des conquêtes coloniales pour 92 et enfin, la liberté d'association pour 46 députés. La campagne électorale boulangiste est désorganisée. Albert Verly, secrétaire du CRN toujours à Paris, est nommé par Boulanger pour coordonner la campagne mais presque aucun budget ne lui est donné, 22 000 francs. De plus, il est court-circuité par le reste de l'état-major à Londres dont Boulanger lui-même et Verly n'a aucun contrôle sur les candidatures, tandis que Dupérier a le monopole de la campagne dans la Seine. Le matériel électoral est même gardé par Pech de Cadel qui est saisi par la police avant son expédition. Le CRN perd fortement son utilité car chacun des députés boulangistes ne s'occupe que de lui-même. Le choix des candidats boulangistes est fait selon les déclarations publiques de Dillon dès avril, en réalité il n'en est rien. La première liste n'est faite qu'en juillet par Auffray, Dillon, Laisant et Naquet. Cette liste est ensuite modifiée à de multiples reprises. La plupart des candidats de province sont choisis presque au hasard, parmi les personnes qui se disent boulangistes. Seules 205 circonscriptions ont un candidat boulangiste, officiel ou non.
Les listes publiées dans la presse sont donc totalement incohérentes et celles publiées entre le 5 et le 12 septembre donnent une impression d'improvisation et les journaux cessent donc d'arrêter de les montrer, se concentrant sur la Seine. Ces changements intempestifs de candidatures irritent les boulangistes et les royalistes qui s'accusent de trahison. Dans 63 cas, les royalistes affrontent un boulangiste. Les quelques comités locaux sont aussi délaissés car aucun de leur candidat n'est choisi mais tous se soumettent aux ordres. Déroulède obtient une dizaine de sièges pour lui et ses proches. La plupart des candidats boulangistes touchent la subvention royaliste ou boulangiste sans faire campagne. Encore une fois, aucun programme national n'est établi et le 15 septembre, Boulanger écrit un manifeste vide puisque les royalistes lui interdisent de critiquer la monarchie et la religion. En face, les royalistes ont méticuleusement préparé leur élection avec des comités actifs pour encadrer les fonds. Ils font alliance avec les bonapartistes et les boulangistes. Lorsque les royalistes sont forts, les boulangistes sont ignorés, lorsqu'ils ont besoin des voix républicaines, ils ne présentent pas de candidat face aux boulangistes et lorsqu'ils n'ont pas de chance de gagner, ils laissent les boulangistes se présenter. Ils ne présentent presque aucun candidat à Paris. Le front républicain face aux boulangistes et aux conservateurs est solide, les radicaux renoncent à la révision et aux réformes immédiates. À l'inverse les socialistes se déchirent. Les blanquistes scissionnant pour former le Comité central socialiste révolutionnaire soutenant directement Boulanger. Il y a finalement environ 385 boulangistes qui se présentent mais seuls 42 sont élus contre 364 pour les républicains, 107 pour les royalistes et 56 pour les bonapartistes. Dans la Seine, le boulangisme obtient 40 % des voix mais dans le reste du pays le boulangisme s'effondre et ne bouscule pas le paysage politique. Dès le 8 octobre, Arthur Meyer annonce qu'il met fin à l'alliance avec le boulangisme et estime que Boulanger est fini politiquement. Pour expliquer sa défaite, Boulanger accuse successivement les royalistes, Laguerre, Dillon puis le duo Naquet et Laguerre sans jamais se remettre en question. Le CRN renouvelle sa confiance à Boulanger le 10 octobre. Dans les comités de la Seine, c'est la débandade, une partie des militants le quitte tandis que les comités condamnent le CRN pour la défaite.
La défaite du boulangisme est due à plusieurs facteurs : d'abord le boulangisme n'a jamais construit sa présence en province, il n'a aucun programme clair et positif, ensuite la situation est aggravée par l'exil de Boulanger et les condamnations. De plus, il y a une certaine embellie économique et la nouvelle loi électorale bloque les boulangistes qui démontrent le peu d'envergure qu'ont les meneurs et le ridicule ou le mensonge des candidatures. Enfin, selon Bertrand Joly, la principale raison de l'échec électoral est qu'il ne s'agit plus de partielles, qui auraient pour les électeurs une valeur symbolique, mais d'une élection nationale à fort enjeu. De plus, il indique que l'opinion favorable au général dès 1888 est surestimée et le boulangisme est très loin d'être majoritaire. Le vote est principalement protestataire et ne devient jamais une adhésion tandis que son électorat change de nature à plusieurs repris, mélangé début 1888, puis conservateur durant l'été et enfin, républicain en janvier. Si le pays souhaite le changement, il préfère toujours le statu quo au boulangisme.
Enfin, pour Bertrand Joly, le boulangisme a toujours été construit sur un mensonge. Car même avec une majorité boulangiste-royaliste-bonapartiste, jamais le Président Carnot ou le Sénat n'aurait souhaité le mettre au pouvoir, ou même faire une constituante puisque les royalistes auraient été la force principale. La situation étant bloquée, Carnot aurait pu choisir la dissolution. Boulanger n'avait donc aucune chance d'obtenir ce qu'il clamait.

### Fin du boulangisme
L'année qui suit les élections est une longue agonie qui commence pour le boulangisme. Lors des validations des pouvoirs, onze boulangistes sont invalidés. Face à la fin de la manne financière provenant des royalistes et au choc de la défaite, la base boulangiste s'effondre. Boulanger préfère s'installer à Jersey, dans une villa, ce qui l'éloigne de la capitale française. Il refuse de partir pour les États-Unis mais ne souhaite certainement pas revenir en France. Boulanger reprend vite ses rédactions de manifestes, d'articles de journaux et d'interviews mais sans jamais donner de nouvelles informations ou tactiques.
Dans le CRN à Paris, la division est toujours plus forte entre les partisans de l'accalmie comme Naquet et Laguerre, de l'agitation comme Déroulède et Laur, les partisans du retour à l'alliance à droite et ceux contre. Le 11 novembre, après une rencontre terne avec le général, l'état-major boulangiste annonce qu'il faut attendre les municipales pour agir. Le lendemain, le CRN condamne une manifestation organisée par les organes de presses boulangistes. Déroulède s'y rend avec 2 000 personnes, il y est arrêté avec 93 autres manifestants. Dans quatre circonscriptions de la Seine, les annulés boulangistes perdent de très loin.
Le Figaro commence à partir du 22 octobre et jusqu'au 11 décembre à révéler des informations compromettantes sur le boulangisme : le débat sur l'insurrection du 27 janvier, le premier départ avorté de Boulanger, l'alliance avec la droite, les problèmes financiers, ainsi que le rôle décisif d'Auffray dans les dernières élections. L'auteur probable de ces articles est Georges Thiébaud.
Dès le mois de novembre, les premières défections se produisent. Vergoin, qui ne souhaite plus soutenir l'alliance avec les monarchistes, et face à la décision de retirer le candidat boulangiste dans l'élection partielle de janvier dans le Morbihan sans appeler à voter pour le candidat républicain, décide de quitter le CRN et le boulangisme. Alfred Martineau le suit peu de temps après car le CRN aide trop la droite. Cependant, c'est pour des raisons d'argent et parce que le boulangisme a perdu qu'il part. Lorsqu'il s'explique devant ses électeurs, il est hué et battu et doit promettre de démissionner pour éviter d'être lynché. Le lendemain, il reste député mais rejoint la majorité républicaine. De même, Flaminius Raiberti est élu le 30 mars, après l'invalidation de son opposant, mais il se présente alors comme opportuniste.
Le 12 janvier 1890, lors des premières partielles, aucune des circonscriptions n'est gagné par les boulangistes. Pour les seize partielles de la Seine, avec uniquement des boulangistes invalidés, les boulangistes pensent en perdent entre deux et trois.
Pour la première fois, l'antisémitisme fait son entrée dans la campagne électorale de manière massive. En effet, Francis Laur souhaite mener une campagne antisémite avec l'aide de Drumont et de Morès. Boulanger, prévenu, averti Laur qu'il ne cautionne pas cet antisémitisme, mais Laur décide de passer outre. Lors d'une réunion le 18 janvier à Neuilly, entre 500 et 1 500 personnes sont présentes, des personnalités de droite, des boulangistes de gauche et des antisémites notoires, pour écouter Laur, Paul Susini, Laisant, Morès, Drumont, Déroulède et Gabriel Terrail. Tous prononcent des discours antisémites, plus ou moins haineux. Cette cohabitation autour de l'antisémitisme fait scandale mais la place de l'évènement est surestimé postérieurement par Drumont et Barrès puisque seul L'Intransigeant et La Cocarde approuvent les discours tandis que la majorité des journaux n'en parle pas. Surtout, personne ne prend ces discours au sérieux. Naquet polémique dans la presse et menace de démissionner face à ces insultes. Boulanger l'apaise à nouveau et lui répond qu'il refuse l'alliance avec Drumont, et enfin, blâme en privé Laur et Laisant. Ce dernier, s'excuse envers Naquet disant que le terme de « juif » concerne les « exploiteurs et les monopoleurs » et non la religion. Pour Bertrand Joly, cette collusion entre la droite et l'extrême gauche est le fait de « marginaux des deux extrêmes dont la collusion ponctuelle pour invectiver les puissants ne dure pas, ne produit rien et ne signifie pas davantage ».
Le 16 février, tous les sortants, sauf Naquet élu au second tour, sont réélus au premier tour, ce qui trompe les boulangistes sur leur puissance. En effet, les électeurs n'aiment pas les invalidations surtout politiques et ont tendance à renvoyer facilement l'invalidé. Ensuite, ils n'avaient pas de candidats de droite en face d'eux et gagne avec leurs voix. Enfin, la participation diminue avec une surreprésentation des non-boulangistes. Les boulangistes analysent très mal la situation et pensent qu'ils ont toujours l'élan avec eux pour les municipales.
Le 4 mars 1890, Édouard Drumont publie La Dernière Bataille dans lequel il consacre un chapitre au boulangisme. Il y réexplique les affaires déjà connues mais rajoute aussi l'alliance royaliste, l'argent de la duchesse d'Uzès et surtout l'engagement formel de la restauration par Boulanger. Cependant, son ouvrage ne fait aucun remous car ces informations sont noyées dans l'ouvrage, que les boulangistes ne veulent pas mettre en avant ces informations et que Drumont n'a qu'un faible crédit auprès des autres politiques.
Les boulangistes comptent beaucoup sur les municipales à Paris de 1890 pour se relancer au moyen d'une revanche symbolique sur leur défaite. L'état-major du parti décide de renouer avec le boulangisme d'extrême-gauche, très porteur à Paris, et donc de renoncer à toute alliance compromettante avec les conservateurs. C'est un mauvais choix stratégique car la campagne braque les électeurs de droite dont les boulangistes ont besoin pour le ballotage. La campagne est financée par le général lui-même grâce à sa maîtresse, Marguerite de Bonnemains, qui vient d'hériter d'une cousine entre 80 000 et 300 000 francs.
Fin octobre, le CRN avait promis aux comités boulangistes qu'ils pourraient choisir leur candidat, promesse renouvelée en janvier. Cependant, Boulanger leur indique par une lettre que ce choix devra être le bon, impliquant une validation. De plus, Paul Déroulède, souhaite prendre les pleins pouvoirs politiques sur la campagne, et obtenir vingt sièges pour ses ligueurs. Les comités boulangistes entre alors en conflit ouvert avec les ligueurs. Le CRN publie le 21 mars un communiqué pour affirmer qu'aucune décision concernant les candidatures n'a été prise. La campagne n'a aucune unité, ni direction. Rapidement, le CRN, qui a pour une fois la mainmise sur les fonds boulangistes, décide unilatéralement des candidatures, et seul le comité de Montmartre se rebelle. Il existe de très nombreuses candidatures parasitaires, quinze révisionnistes indépendants proposés par Louis Andrieux, seize candidats blanquistes d'Ernest Granger, et un certain nombre de candidats boulangistes non-officiels. Dans la majorité des quartiers, il y a 3, 4, parfois 5 candidatures boulangistes. La liste officielle n'est publiée qu'entre le 13 et le 28 avril.
Pour la première fois, l'antisémitisme devient électoral puisqu'avec le soutien d'Édouard Drumont et d'Antoine de Vallombrosa, ainsi que de Maurice Barrès, 12 candidatures sont posées. Ils parviennent aussi à organiser plusieurs manifestations en ville, fortement réprimée par la police. Laur participe à la mise en avant de l'organisation de Drumont et tente une alliance officielle avec le boulangisme. Celle-ci est catégoriquement refusée par Georges Boulanger, Alfred Naquet et Déroulède. Le chef du mouvement populiste décide de traiter les antisémites en ennemis. Laur continue de soutenir les antisémites et de faire campagne sur se thème, Vallombrosa lançant le journal L'Assaut et présentant huit candidatures.
Les conservateurs, organisés par un comité dirigé par Ferdinand Duval, ne présentent que quatorze candidats.
La déroute boulangiste est totale et très loin des estimations de Boulanger, entre 42 et 45 sièges, et même de la police, 11 sièges puisque ceux-ci ne gagne qu'un seul siège au premier tour et que seul 5 sièges sont théoriquement gagnable au second tour, avec l'appui conservateur. Déroulède décide qu'il faut sauver l'honneur en faisant revenir Boulanger d'exil, même s'il doit être arrêté. Le 29 avril, Déroulède, Laguerre, Laisant, Le Hérissé et Naquet rencontrent le général à Jersey pour le convaincre de revenir. Face au refus, Déroulède lui fait un ultimatum entre rentrer ou disparaître de l'organisation, il critique aussi vivement son courage, ce qui ne fait que braquer d'autant plus Boulanger, bien décidé à ne pas rentrer. Ils repartent donc tous sans Boulanger, Déroulède sachant à partir de ce moment que tout est perdu. Les envoyés rencontrent ensuite Rochefort qui refuse à son tour de rentrer. Ils rédigent d'abord une lettre collective de démission qu'il donne à Boulanger, qui la refuse. Le second tour ne voit finalement la victoire que d'un seul boulangiste, qui rejette la figure de Boulanger. Dans certains quartiers, le score du second tour est inférieur que lors du premier tour. Le boulangisme perd à Paris plus de nombreuses raisons. Le mouvement n'a plus de chef, le parti est vaincu, le programme est vide, les investitures sont tardives, les arguments de campagne sont trop politique, les heurts entre l'état-major et base se multiplie, enfin, les candidats n'ont aucun capital politique. La division paie cher et coûte les 30 % de voix boulangistes, tandis que la campagne à gauche fait perdre l'appui conservateur. De plus, le scrutin parisien favorise le statu quo sous-représente la banlieue.
Cette fois, la presse indique que le boulangisme est réellement mort. Du 4 au 5 mai, le bureau du CRN discute sur la manière de rompre avec Boulanger pour se sauver politiquement, tous s'accordent pour dissoudre le CRN et leur permettre de rompre avec Boulanger. Cependant, les sans-grades du CRN s'y refusent puisqu'ils n'ont plus que cette organisation pour avoir une influence politique. Déroulède finit par s'y rallier, et espérer une annexion du CRN à son profit. La dissolution est refusée par 20 voix contre 12. Cependant, le communiqué signé par Laisant déclare que si le programme reste le même, le CRN cesse l'agitation politique. Naquet publie un article dans lequel il reconnait la défaite du boulangisme, suivit par Laguerre. L'Intransigeant rompt les liens avec Boulanger le 11 mai. Le 13 mai, sous l'influence de Pierre Denis, Boulanger, furieux, déclare à Laisant, alors vice-président du CRN, que l'organisation est devenue inutile et qu'il souhaite parler aux militants directement. Le 21 mai, les membres du CRN se réunissent une dernière fois pour la forme et dissoudre le CRN. Castelin conserve les archives tandis que Le Hérissé rachète le mobilier. C'est la fin du boulangisme officiel.
Cependant, de fait, le boulangisme perdure tant que le général fait de la politique, comme ceux qui sont toujours à Paris. Laguerre et Naquet cherchent donc à se débarrasser de Boulanger, d'abord en tentant sans succès de prendre le contrôle des comités locaux, qui restent fidèle au général. Puis, les deux ex-membres du CRN choisissent de faire révéler, pour l'automne, la place de Boulanger dans l'alliance royaliste tout en évitant de parler de leur propre connaissances de ces événements.
Dans le même temps, Castelin, cherche à faire du boulangisme sans Boulanger avec un congrès de fédération des mouvements révisionnistes pour définir un véritable programme. C'est un échec total puisque les comités locaux refusent toute structuration fédérale.
Naquet et Laguerre font appel à Mermeix pour passer pour l'auteur des révélations qui sont publiés dans Le Figaro entre le 20 août et le 22 octobre puis compilé le 28 octobre. Si les articles sont anonymes, la police comprend dès le 21 que l'auteur est Mermeix, ainsi que Laguerre. Le lendemain, les journaux La France et Le XIXe siècle annonce que les articles proviennent du trio : Laguerre, Naquet et Mermeix. Le 31 août, Mermeix avoue qu'il en est l'auteur principal pour dire la vérité sur l'alliance royaliste, Dillon et montrer que le CRN était véritablement républicain. Le retentissement est beaucoup plus fort que ne l'avaient anticipés Naquet et Laguerre qui se retrouve rapidement en porte-à-faux face à des témoignages les concernant, et les réponses de Boulanger. Mermeix finit par dire en septembre qu'il n'est qu'un simple éditeur tandis que Naquet et Laguerre avouent avoir participé mais ne pas soutenir la publication. Ces Coulisses du boulangisme apportent peu de nouvelles révélations mais est une synthèse de toutes les informations publiées depuis 1888. D'autres publications d'autres auteurs sortent rapidement en septembre sur le boulangisme. Boulanger lui-même ne répond qu'en octobre dans des déclarations à la presse, admettant des fautes tactiques mais aucune morale. Il rejette les problèmes financier sur Dillon qui ne l'aurait pas prévenu, rejetant la faute sur le CRN et ne soutenant que Rochefort exilé à Londres. Mais Naquet affirme que Boulanger connaissait très bien les fonds puisqu'il les a utilisé pour vivre dans le luxe. La base boulangiste est ébranlée puis se retourne contre Naquet et Laguerre, aveuglée sur Boulanger. Une réunion le 27 septembre de 15 ex-membres du CRN annonce que Mermeix est exclus du mouvement et le mouvement condamne les Coulisses. Finalement, les militants font bloc contre Mermeix, Laguerre et Naquet tandis que les cadres ont peur que les lettres de demande de fonds royalistes soient publiés. Le 23 septembre, le Comte de Paris, pour protéger son camp politique, assume toute la responsabilité du financement des boulangistes. Le gouvernement, lui, ne donne aucune réponse.
À la fin de l'année, Déroulède tente de devenir le chef du mouvement, pensant obtenir la bénédiction de Boulanger en décembre, il prépare la réorganisation de sa ligue avec les boulangistes quand le 4 janvier, Boulanger le désavoue publiquement, annonçant qu'il n'avait plus aucun représentant en France et prônant l'abstention lors des élections. Les comités locaux sont en anémie, restant individuel et loyaux à Boulanger. De février à mars 1891, Pierre Denis tente de reconstruire le mouvement, mais c'est à nouveau un échec. Les comités sont en réalité presque vide et scissionnent en série avant de disparaitre. Les appels au regroupement des boulangistes vont toujours être des échecs, tout en se poursuivent jusqu'en 1895. Fin 1890, le boulangisme est bien terminé. Le dernier clou est enfoncé par Boulanger le 9 mai 1891 lorsqu'il annonce ne plus vouloir la révision mais un autre programme qu'il doit annoncer. Ce retournement, permet finalement aux révisionnistes intransigeants de quitter effectivement Boulanger, sans pour autant pouvoir retourner auprès des autres républicains.
En mars 1891, le général et sa maîtresse retournent en Belgique en raison de la maladie de cette dernière. Il annonce son retour en politique mais le gouvernement belge le somme de s'en abstenir s'il veut rester. Il se fait donc discret, ruiné et ne vivant que de sa maîtresse. Celle-ci décède le 16 juillet et Boulanger est anéanti. Lors de l'enterrement seul cinq députés boulangistes font le déplacement, dont Déroulède. Ils se rendent compte que Boulanger est vieilli et au bout. Deux mois après la mort de sa maîtresse, le général Boulanger se suicide le 30 septembre 1891 sur sa tombe. Laissant un testament politique où il montre son aveuglement total, se déclarant irresponsable de la situation et en bonne conscience. Il n'analyse pas la situation et pense que ceux qui l'ont exilé payeront. Ses obsèques attirent une grande foule, peut-être 150 000 personnes avec 20 députés, mais aucun discours n'est prononcé. L'opinion sur cet événement est peu marqué, plus intéressé par l'alliance franco-russe qui met fin à l'isolement diplomatique de la France. Chez les lecteurs du Figaro, 90 % des personnes interrogées indiquent que la mort de Boulanger est lâche.

## Souvenirs, trajectoires des ex-boulangistes et conséquences

### Souvenirs
La nouvelle du décès de Georges Boulanger ne provoque aucune émotion particulière dans l'opinion publique, si ce n'est de l'étonnement puis de l'indifférence. Les lecteurs du Figaro jugent sévèrement l'acte comme de la lâcheté. Ses obsèques attirent cependant une grande foule de 150 000 personnes et la présence de 20 députés boulangistes, mais aucun discours n'est prononcé.
L'année suivant sa mort, Barrès publie un portrait du général inexact. L'Intransigeant organisa un voyage annuel à Ixelles. Cependant, ce pèlerinage devient rapidement de moins en moins important. Dès 1893, la presse n'évoque plus la mort de Boulanger. Paulin-Méry fonde le « Comité pour l'entretien de la tombe de Boulanger » en 1898 pour tenter de maintenir le souvenir boulangiste mais cela ne prend pas. Barrès s'y rend une dernière fois en 1900 et il n'y plus que cinq personnes qui se rendent sur sa tombe en 1903. Le dernier voyage a lieu en 1908, avec seulement Paulin-Méry.
Boulanger a cependant une certaine survie littéraire, souvent médiocre, à l'exception des livres de Barrès et Anatole France, jusqu'à la fin du siècle. Georges Boulanger a finalement laissé un souvenir contrasté. Pour les républicains, il s'agit d'un repoussoir, un césariste et un démagogue qu'il faut combattre. Pour les nationalistes, un avant-gardiste, ayant cherché de protéger la nation et la patrie. Dans les deux cas, son véritable profil échappe à ses contemporains et aux hommes politiques de la IIIe République.
D'autres révélations se poursuivent après 1892, comme la publication du pacte entre Rouvier et Mackau en 1887 contre Boulanger puis la comptabilité de Dillon. En 1894, Cassagnac s'en prend aux ralliés en affirmant que Boulanger était assuré de revenir au ministère avec le retour de Floquet au pouvoir, tandis que les royalistes avaient promis de destituer le président. Le général n'aurait eu qu'à attendre à Clermont sans faire de vague pour redevenir ministre. Cette affirmation est peu crédible mais fait beaucoup d'émoi. Mackau lui répond qu'il ne sait pas tout, ce à quoi Cassagnac répond par un déchainement à son encontre en révélant que Mackau et De Mun avaient directement traité avec le général pour effectuer un coup d'état. La vérité n'est affiché qu'en 1924 où Mermeix indique que seul Thiébau voulait un coup d'état à ce moment.
La plupart des boulangistes n'utilisent jamais du moment Boulanger comme fait d'arme mais au départ ne disent pas non plus le regretter. Naquet par exemple, commence par dire qu'il ne regrette rien. Avant de changer d'avis en 1892 en approuvant des regrets, puis en 1900 en justifiant l'alliance avec la droite. En privé, il sait déjà qu'il a totalement tords. En 1910, Naquet finit par regretter le boulangisme, indiquant que le mouvement a ouvert la voie à l'antisémitisme. De son côté, Déroulède, ne juge pas l'homme en publique malgré le ressentiment qu'il a envers lui. C'est seulement pendant l'Affaire Dreyfus qu'il s'exprime négativement sur le général. En 1899, il le décrit comme un patriote courageux mais sans esprit politique. En 1902, il rejette totalement le boulangisme car indiscipliné, sans commandement et comportant trop de royalistes et bonapartistes déguisés. Il continuer d'enjoliver la base militante. Barrès, juge lui très sévèrement le mouvement en publiant par exemple en 1900 L'Appel au soldat. Finalement, seul Paul Adam et Verly défendent réellement la personne de Boulanger.
La droite contemporaine et post-boulangiste fait la distinction entre l'homme et le mouvement. Léon Daudet salue le premier effort contre le parlementarisme mais critique le reste du mouvementµ. Maurras juge l'ensemble du mouvement comme mauvais. Drumont, lui, estime que les juifs se sont emparés du mouvement pour le dévoyer via Naquet et Arthur Meyer.
Georges Clemenceau en 1918 se confie à Abel Ferry pour lui indiquer qu'il regretter d'avoir faire Boulanger pour utiliser sa popularité pour des gains politiques finalement dérisoire.

### Trajectoires des acteurs boulangistes
Quelques semaines avant les élections de 1893, lors de la séance du 22 juin à la Chambre des députés, les élus du groupe se divisent au sujet du « faux Norton », commandité par le boulangiste Édouard Ducret mais salissant notamment Rochefort, ce qui entraîne les démissions retentissantes de Paul Déroulède et Lucien Millevoye. Relatant cette séance mémorable, La Lanterne du 24 juin titre sur « La fin du boulangisme ». De fait, seuls 17 boulangistes sont élus, sur 30 sortants se représentant, le plus souvent comme « révisionnistes ». Ne faisant plus allusion au général, ils siègent à la gauche de la gauche et créent, à partir de 1893, un petit groupe nationaliste.
La plupart des boulangistes finissent cependant par rejoindre le nationalisme, seuls une minorité revient à gauche. Enfin, un certain nombre retourne dans la vie privée.
Parmi l'état-major du boulangisme : Francis Laur se retire de la vie publique en 1893, Charles-Ange Laisant renonce à la vie politique en 1893, avant de rejoindre l'anarchisme et de soutenir ardemment Alfred Dreyfus, Alfred Naquet est particulièrement attaqué par les antisémites, il rejoint le socialisme puis l'anarchisme sans être élu, Georges Laguerre continue la politique mais perdant tout dès 1893, ne revenant dans la Chambre qu'en 1910. Henri Rochefort rentre en France en 1895 et participe à la campagne contre Dreyfus, se liant ensuite à l'Action française. Arthur Dillon ne rentre en France qu'en 1895 et ne fait plus parler de lui. Jean Turigny rejoint pleinement le nationalisme, à l'inverse de René Le Hérissé qui rejoint les radicaux-socialistes et est élu à la Chambre jusqu'en 1913 avant de rejoindre le Sénat pour six ans. Léon Vacher est battu en 1893 mais parvient à revenir à la Chambre en 1898 comme républicain indépendant, rejoignant ensuite les radicaux-socialistes. Georges Thiébaud se rapproche des antisémites et mène une campagne antiprotestante avant d'échouer en 1898 à Carpentras à se faire élire. Il rejoint la Ligue de la patrie française en 1899, étant toujours un proche de Déroulède avant de se brouiller avec lui. Ce dernier continue de dériver vers la droite, prenant la tête de l'antidreyfusisme activiste en 1898 et refondant une Ligue des patriotes. Il tente un coup d'État en 1899 non-organisé, qui tourne au fiasco.

### Continuité du mouvement et conséquences
Le boulangisme dans sa forme de 1889 meurt dès fin 1890 et aucun mouvement ne va directement se référer à celui-ci, même si certains groupes vont tenter de poursuivre le boulangisme comme l'Union des groupes socialistes révisionnistes par Laur en 1890 qui échoue dès 1895, la Ligue intransigeante active entre 1891 et 1896. Cependant, il a de multiples conséquences.
D'abords sur le régime et la société. La défaite du boulangisme discrédite la révision constitutionnelle et fige le régime tels qu'il est, avec ses défauts. Les seuls variables d'ajustement sont donc les réformes électorales et le règlement de la Chambre. De plus, le boulangisme accélère la reconnaissance du rôle des partis politiques dans la démocratie française. Pour gagner, il faut des structures partisanes. En 1889, la droite s'organise de cette manière pour la première fois. C'est aussi la fin du mythe de la souveraineté illimité de l'électeur. Il y a une profonde mutation de l'opposition droite-gauche. En 1880, le jeu politique est divisé entre République et Royauté mais avec la fin de l'espoir de restauration en 1889, c'est a fin du royalisme. L'opposition se déplace sur le terrain du religieux et du social.
Le régime et la majorité républicaine cherchent à faire des efforts, limités, pour les masses laborieuses : suppression du livret ouvrier en 1890, convention collective en 1891, fondation de l'Office puis de l'Inspection du travail en 1891-1892, création de délégués à la sécurité des mineurs en 1892, limitation du travail des femmes et des enfants en 1892, assistance médicale gratuite en 1893, retraite des mineurs en 1894. C'est aussi la fin du patriotisme, le boulangisme étant son chant du cygne tandis que la perception de loyaliste de l'armée est renforcée par les républicains, puisqu'ils n'ont jamais cédé au boulangisme. Jean-Marie Mayeur indique aussi que Paris est politiquement déchue, le poids de la capitale politique est contrebalancé par le reste du pays. Cela renforce le progrès démocratique mais renforce aussi le conservatisme du régime qui va s'appuyer sur les campagnes tout en continuant à s'en méfier. Enfin, les conservateurs républicains s'éloignent toujours plus des masses urbaines en craignant toujours plus les foules.
Selon la logique adoptée par les contemporains, le boulangisme donne naissance au nationalisme. Pourtant, selon, Bertrand Joly, ce n'est pas vraiment le cas. D'abord parce que les bastions nationalistes n'ont jamais voté boulangiste, de plus, beaucoup de boulangistes combattent le nationalisme et inversement. Le nationalisme n'a aucune volonté de réviser la constitution dans leur campagne et c'est uniquement l'antiparlementarisme qui est exploité, ainsi que l'appel à la guerre. Cependant, Joly rajoute que le boulangisme est un précurseur parmi d'autres du nationalisme. Sa secousse et la décomposition de certains radicaux engendre un vide qui est comblée à gauche par le socialisme et à droite par le nationalisme. Le boulangisme est un accélérateur de modifications déjà perceptibles. Le transfert de la gauche vers la droite est déjà visible dans le bonapartisme est se voit à nouveau dans le boulangisme via une addition d'impasse idéologique et stratégique qui s'adjoint au bonapartisme affaiblie, au royalisme et aux déçus du régime.
Chez les blanquistes, c'est aussi leur chant du cygne. Ces révolutionnaires sont obsolètes, dans un mouvement immobile et incapable de se renouveler. Leur disparition laisse la place au socialisme structuré. Le CCSR n'a en 1891 qu'une centaine d'adhérents et la dernière réunion a lieu fin 1896. Alfred Gabriel fonde le Parti républicain socialiste français en juin 1898 pour rassembler les militants rochefortistes et blanquistes antidreyfusards.
La Ligue des patriotes survit en souterrain grâce à la fidélité des cadres locaux et permet sa refondation en septembre 1898. la Ligue reste patriotique et Déroulède reste dans la course grâce à sa stratégie de différentiation du boulangisme.
L'antisémitisme se diffuse dans les comités locaux boulangistes assez tardivement, en 1892, où le suicide de Boulanger est un choc si fort dans la base militante qu'elle se raccroche aux arguments antisémites. Les propos tenus sont de plus en plus violents et banalisés. La Cocarde et L'Intransigeant laissent lentement mais sûrement entrer des antisémites pour écrire des articles avant de finalement en faire une ligne éditoriale. L'antisémitisme est alors l'idéologie des vaincus et permet de donner une explication à tout, et à donner une cible de choix.
Le boulangisme termine aussi de réorganiser la droite qui ne peut que choisir en l'acceptation du régime ou de se réfugier vers le nationalisme. Le découragement des militants, des électeurs et des cadres sur la restauration ne peut qu'amener à revoir sa position sur la République. Les ralliements de Albert de Mun en mai, de Piou en juin et de Mackau en octobre 1892 montrent bien que le combat est ailleurs. C'est donc la ligne libérale qui triomphe dans l' ex-royalisme. Pourtant, le Ralliement en 1892 est impossible. En effet, ces ralliés étaient deux années avant de farouches opposant de la République, mêlé au boulangisme. Ce dernier retarde donc ironiquement la formation d'un grand parti républicain conservateur. L'antisémitisme finit par rentrer dans le discours de droite malgré le veto du Comte de Paris en 1893. C'est durant l'Affaire Dreyfus que la droite l'adopte à des degrés divers. Du côté du bonapartisme, les populaires meurent en même temps que « Plon Plon » en 1891 et réunifie le mouvement qui se divise cependant sur ce qu'il faut faire ensuite : se rallier, adopter le nationalisme ou abandonner la politique.
Du côté de la gauche, si les opportunistes ont eu très peur, ils adoptent un immobilisme qu'ils justifient par l'existence du boulangisme qui aurait été causé par la succession trop rapide des réformes. Il faut donc rassurer et apaiser. Cela explique le protectionnisme, l'Esprit nouveau, la lutte contre l'impôt sur le revenu, la méfiance envers le radicalisme et l'hostilité contre le socialisme. Les radicaux sortent du boulangisme purgés des intransigeants et où la nation quitte leur vocable pour ne garder que le peuple. La veille extrême gauche est laminée par le boulangisme, les bastions urbains sont perdus, remplacés par les campagnes. Ils modèrent fortement leur discours et ne porte plus l'antimoderniste, mais aussi les revendications du monde ouvrier.
Les conséquences pour les socialistes sont plus compliqués à saisir en raison des nombreuses chapelles. Si le boulangisme attiré des socialistes, le mouvement n'était pas socialiste. La majorité ont soutenu la République en 1889, reconnaissant ainsi leur intégration républicaine, tout en restant dans une opposition à celle-ci.

## Idéologie et programme
L'idéologie du boulangisme est assez difficile à cerner puisqu'il est par sa nature protéiforme. Il est cependant assez assuré qu'il peut être qualifié de populisme, utilisant l'opposition entre les élites et le peuple, mais aussi de démagogique, puisque fondé dès le départ sur un flou politique et par des omissions, voire des mensonges.
La nature protéiforme du boulangisme complique aussi la définition des idées portées par le boulangisme. Ce qui est certain, c'est que le boulangisme est un mouvement d'opposition et de colère. Il s'oppose au gouvernement des opportunistes, au parlementarisme, à l'instabilité du régime et la proposition principale est la dissolution de la Chambre puis la Constituante. Cependant, après avoir dit cela, le programme positif du boulangisme n'existe que très peu, et cela est voulue par une partie de l'état-major en raison des contradictions internes insolubles.

### Le boulangisme de Boulanger
On peut cependant commencer par analyser la figure du boulangisme : Georges Boulanger. Cependant, les mensonges de celui-ci à ses proches ou en public empêche souvent de connaître ses propres idées. Officiellement, Boulanger se dit entièrement républicain, contre la dictature et la restauration et se défendra toujours sur ces points. Cependant, ses alliances avec les royalistes et les bonapartistes, où il semble pencher pour la restauration via le coup de force, remet en partie en cause ses paroles, qui peuvent aussi être des mensonges. Ses actions semblent pencher pour une vision pragmatique qui garderait donc la République, mais qui serait forcément consulaire et autoritaire pour rester en place, la conception de « parti national », au-dessus de tous les autres partis, sans politique, de masse et sans être officiellement un parti en est un exemple. Boulanger semble véritable contre la dictature, de même pour le coup d'état, mais seulement parce qu'il pense que cela est trop dangereux pour son aventure et non pour des raisons morales. Le poste que recherche Boulanger est lui-même obscure. En effet, après 1888, il ne peut revenir au ministère, son premier choix, mais il indique ne pas viser la présidence mais participe à un plébiscite sur sa personne qui viserait alors à le faire président.
Ses positions constitutionnelles se résument publiquement au triptyque : « dissolution-révision-constituante », ce qui correspond à une méthode plus qu'à du fond. Le 24 octobre 1888, il est auditionné à la Chambre et doit donc préciser sa pensée. Il s'agit cependant en très grande partie des idées prodiguées par Naquet. Il ajoute cependant que la constituante doit avoir un mandat déterminé lorsqu'il est mis en difficulté. Il propose la suppression de la présidence, puis après d'autres questions sur la présidence, il répond que celles-ci sont secondaires. Il précise que le chef de l'État serait responsable devant l'Assemblée, mais il semble penser à l'impeachment des États-Unis. Pour remplacer le président, il propose l'élection d'un conseil exécutif de 3 ou 5 membres, indépendant du législatif. À la question de la restauration par la constituante, il plaide pour l'insurrection. Après cet événement, plusieurs journaux rapportent des interviews de Boulanger, que celui-ci dément toujours et dont la véracité est douteuse. Cependant, celle obtenue en juin 1889 par le Pall Mall Gazette est authentique. Boulanger y prône la tolérance religieuse, la réintégration des sœurs dans les hôpitaux et une système éducatif proche des États-Unis. Enfin, Boulanger est surnommé le « général Revanche », à tort selon Bertrand Joly. Il a en effet une réputation dès 1886 de vouloir celle-ci, grâce à un battage médiatique intense. De plus, Bertrand Joly estime que le boulangisme n'est pas en lui-même revanchiste, c'est-à-dire qu'il souhaite la guerre. Boulanger et les boulangistes s'en défendent d'ailleurs, ils se préparent à une guerre mais n'en veulent pas. Le patriotisme et le chauvinisme français face à l'Allemagne sont les éléments qui décrivent mieux l'attitude du boulangisme. Pour résumer, le boulangisme de Boulanger est uniquement une prise de pouvoir sans vision politique.
La question sociale pour Boulanger est peu importante. S'il indique qu'il doit y en avoir, la question politique prime. Le seul élément précis donné est pour l'assurance contre la maladie et l'assurance vieillesse. Il refuse la révolution sociale et les conservateurs comprennent qu'il n'est pas une menace pour l'ordre social.

### Le boulangisme des boulangistes
À l'inverse, le Conseil républicain national (CRN) fixe en théorie les grandes orientations du boulangisme. Cependant, il n'a pas non plus de programme officiel et s'y refuse à la fin 1888. Comme pour Boulanger, l'idée est de permettre au plus grand nombre d'électeurs de les rejoindre. Les programmes qui sont publiés sont donc souvent parcellaires et individuels. Celui le plus complet provient de Naquet via ses articles dans son journal. Les quelques propositions du CRN portent sur la décentralisation et la paix extérieur.
Il existe cependant deux courants dans le boulangisme : les intransigeants et les plébiscitaires. Le premier est conventionnel, démocratique et repose sur une Assemblée unique contrôlant l'exécutif, le second est à l'inverse, pro-présidentiel. La suppression du Sénat est un élément commun aux deux courants. Le camp conventionnel est le plus bruyant et le plus clair dans ses intensions, à l'inverse le présidentiel est discret et lui-même divisé en deux mouvances. La première, avec notamment Paul Déroulède, est républicain sur le modèle des États-Unis, la seconde est autoritaire, et regroupe les jérômistes, avec un régime plébiscitaire et autoritaire.
Les lieutenants de Boulanger parlent un peu de la question sociale, Gabriel Terrail demande des nationalisations par exemple. De même, Naquet est pour la nationalisation des transports, des banques et des mines. Laisant repousse la révolution mais aussi la retraite puisqu'il préfère une vision individuelle plutôt que la « confiscation » par l'État. Dans les comités de la Seine, la situation est un peu différente puisque des programmes sont votés. Les questions sociales sont toujours en fin de liste. Souvent, elle se résume à une phrase « améliorer le sort des travailleurs ». Elle est couplée avec la demande d'assurance d'infirmités et de vieillesse, parfois le chômage. À cela s'ajoute parfois la lutte contre les monopoles et les accapareurs, la diminution des impôts indirects, la journée de 8 heures, le repos hebdomadaire et la nationalisation de la Banque de France. Il n'y a pas d'attaques contre les patrons et la propriété privée.

### L'antisémitisme
La place de l'antisémitisme est assez faible dans le boulangisme, Boulanger lui-même n'étant pas antisémite. Cependant, les deux idéologies possèdent des points communs dont un rejet de la modernité, le populisme, la critique du capitalisme et surtout une concurrence d'électeurs potentiels. Cet antisémitisme est un support à d'autres phobies, l'opportunisme, le capitalisme et le christianisme. La chronologie est cependant proche, puisque l'ouvrage de Édouard Drumont, La France juive sort en mai 1886, mais cet antisémitisme est ultra minoritaire. Cependant, cet antisémitisme est utilisé comme arme contre le régime. Dans le boulangisme, il y a des combattants de l'antisémitisme : Déroulède, Laguerre, Andrieu, Girou, Cassagnac et Naquet mais en réalité il y aussi beaucoup d'antisémites comme Laur, Verguin, Martineau, Millevoye, Laisant, Barrès, etc..
L'antisémitisme n'est jusqu'en 1890 qu'utilisé qu'à titre individuel et n'est pas proche du boulangisme. En réalité même, selon Bertrand Joly, le boulangisme occupe l'espace qui monopolise sa clientèle potentielle. À la fin du boulangisme, l'antisémitisme peu bénéficier des rancœurs des perdants du boulangisme. C'est finalement, Francis Laur qui utilise pour la première fois l'antisémitisme comme thème de campagne principale pour sa réélection en janvier 1890 à Paris, ce qui est totalement nouveau mais aussi exceptionnel. Il permet l'entrée de Drumont, de Morès et d'autres antisémites groupusculaires dans la lumière de la campagne électorale parisienne, ce que condamne Boulanger sans intervenir publiquement.

## Organisation du boulangisme
Si Boulanger est la figure de proue du boulangisme, il n'est pas le théoricien, ni le stratège du mouvement. Avant sa mise à la retraite, Alfred Naquet, Henri Rochefort, Georges Laguerre et Arthur Dillon sont les têtes pensantes du mouvement, rejoint par Georges Thiébaud fin 1887.

### Comité républicain national

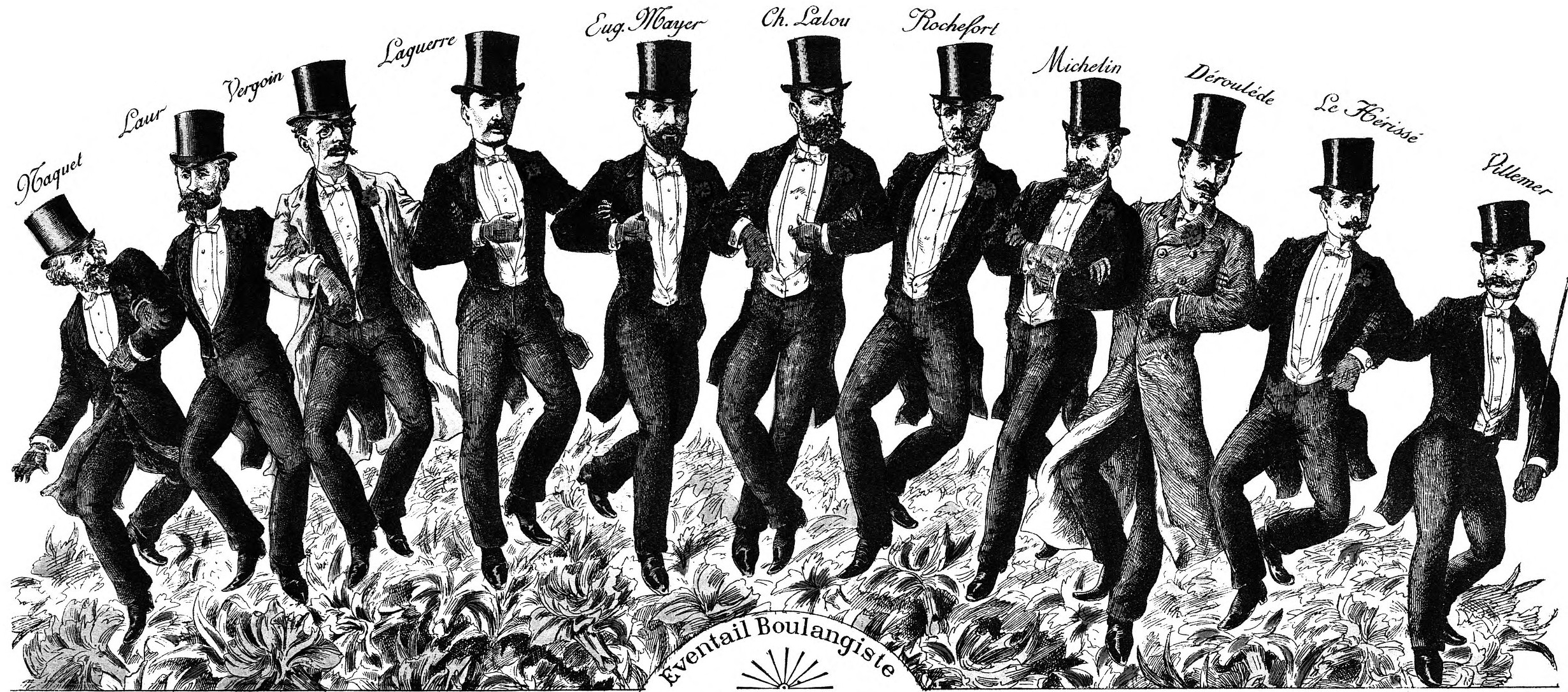
Image d'Épinal montrant les principaux lieutenants du boulangisme en 1889.

Après les premiers essais électoraux, les boulangistes souhaitent organiser le mouvement pour assurer une meilleure cohérence et obtenir la victoire. Le 16 mars est fondé le Comité républicain de protestation nationale qui devient le 6 mai le Comité républicain national. Boulanger devient officiellement le président du Comité. Ce comité n'a aucun statut officiel, et ses archives ont toutes été détruites. L'objectif du comité est de diriger le boulangisme pour obtenir légalement et par le vote la victoire. Le siège change à de nombreuses reprises d'adresses selon les évolutions du boulangisme, il commence chez Arthur Dillon pour se termine au 46 rue de l'Arbre-sec à Paris. Lors de sa fondation : 15 personnes sont présentes, dont 11 députés, tous radicaux à l'exception de Francis Laur. Il y a aussi trois directeurs de journaux : Charles Lalou, Eugène Mayer et Henri Rochefort. Enfin, Paul Déroulède en est un membre fondateur. Rapidement, Boulanger et Dillon le rejoigne puis deux députés et Thiébaud. En avril, Naquet et Saint-Martin entre au CRN. Cependant dès l'été deux membres démissionnent face à l'arrivée de Thiébaud, qui est dès lors marginalisé. En 1889, le nombre de membres continue d'augmenter au gré des élections mais tous ne siègent pas dans le comité.
Le CRN n'est en réalité pas très puissant puisque la majorité des décisions sont prises à l'extérieur de celui-ci. Il manque d'unité politique, de programme et de structure, les premières règles écrites n'étant faites qu'en janvier 1890. Si le président est Boulanger, celui-ci n'est que peu présent, préférant voir les membres en face à face ou en petit groupe et ne donnant aucune consigne clair lorsqu'il est présent. La vice-présidence devient centrale après la départ en Belgique de Boulanger et c'est d'abord Paul Déroulède qui est élu, rapidement remplacé par Boulanger par Léon Vacher puis Naquet et enfin Laisant. Il y a aussi deux secrétaires, remplacé par semestre, et un trésorier Dillon qui est remplacé après son départ en septembre 1889 par François Planteau.
Le comité est cependant rapidement dirigé de facto par Boulanger suivi par le duo Laguerre et Naquet, assisté de Laisant et Le Hérisé. Dillon est puissant et solitaire tandis que les radicaux forment la base qui suit le mouvement. Une tension permanente existe entre les membres, notamment envers Dillon qui est un royaliste mais d'où provient l'argent, contre Thiébaud, contre Déroulède car trop puissant avec sa Ligue des patriotes. Le CRN n'a aussi aucune information officielle sur l'alliance à droite et ferme les yeux sur la provenance de l'argent dont chacun sait qu'il provient des royalistes. Il sous-estime fortement les sommes données par les seuls royalistes. Pourtant en septembre 1889, l'alliance est claire pour tous puisque le presse boulangiste soutient des listes conservatrices. Cependant, le CRN pense pouvoir s'en débarrasser après la victoire de Boulanger, ne connaissant par les tenants et aboutissants de l'alliance faite par Dillon et Boulanger. Certains membres savent pourtant tout de l'alliance. Laguerre l'apprend en décembre 1888, mais accepte celle-ci contre 100 000 francs pour sauver son journal La Presse. Le Hérissé, savait aussi, Naquet l'apprend début 1889 mais Boulanger lui ment en minimisant ses promesses. Finalement, Naquet approuve l'alliance avec la droite en décembre 1888 comme une « marche parallèle ». Le CRN n'arrive pas à fédérer les groupes boulangistes existants à Paris et en province qui refusent de se soumettre, tandis que les nouveaux groupes, surtout parisiens, sont peu nombreux et très autonomes. Après toutes les défaites de fin 1889 et début 1890, le 21 mai, les membres du CRN se réunissent une dernière fois pour dissoudre le Comité.

### Comités boulangistes
Les comités sont la cellule de base de l'organisation boulangiste. Il existe des comités de quartier, d'arrondissement et de circonscription qui se chevauchent souvent. Ils fusionnent, se divisent et disparaissent sans archives ce qui empêche leur dénombrement et leur suivi. Les comités ont pour ordre de ne pas prendre le nom de « boulangiste » mais de « républicain national » ou « révisionniste » parfois « socialiste ». Il y a parfois jusque huit comités dans le même arrondissement, ne coopérant pas toujours entre eux.
Les créations se font par vagues : en juin 1888, à l'automne, puis au printemps 1889 avec un maximum d'efforts pour les prochaines élections et servant aux membres de la Ligue des patriotes dissoute à s'organiser. Les adhésions se font sans cotisation, souvent avec de multiples affiliations, avec des bureaux fortement renouvelés, les comités ne pouvant durer que pour une élection. Les comités varient en taille entre une dizaine et une centaine de membres. Il semble y avoir début 1989, un total de 500 adhérents dans tous les comités parisiens.
Les comités sont obsédés par leur indépendance, empêchant les regroupements, les coopérations et la coordination depuis le CRN. Les conflits internes sont le plus souvent autour des personnes, mais les décisions se font le plus souvent à l'unanimité. Les comités ont un programme de révision qui cherche la suppression de la Présidence de la République, mais aussi la suppression des ministres, qui doivent être remplacés par des fonctionnaires nommés et révoqués par la Chambre. Le référendum d'initiative populaire est proposé, ainsi que la suppression de la préfecture de police de Paris, la lutte contre les grands patrons et la revanche. Jusque mars 1989, l'alliance avec les royalistes est dénoncée mais avec les élections de fin d'année, l'alliance est déplorée mais jugée comme inévitable.
Au niveau au-dessus se trouvent les ligues et les fédérations boulangistes. Il ne s'agit pas d'organisations régies juridiquement et elles n'ont pas une gestion régulière. Ces ligues et fédérations n'existent qu'à Paris et dans la banlieue.
Il existe des organisations pré-boulangistes (Fédération des groupes républicains socialistes de la Seine, depuis 1881) et ceux spécifiquement boulangistes (Fédération républicaine révisionniste, créée en mai 1888 ; Ligue d'action républicaine, en avril 1888 ; Ligue boulangiste, en octobre 1888 et l'Union des patriotes républicains de la Seine, mars 1889) d'autres existent mais sont insignifiants. Ces groupes sont similaires dans les idées et ne se distinguent que par leurs chefs. Il y a beaucoup de pluri-appartenance dans les ligues et fédérations.
Les effectifs sont difficiles à estimer car le taux de rotation des membres est très fort. En 1888, la Fédération des groupes républicains socialistes de la Seine compte 1 200 membres, diminuant jusque 500 à 700 membres en mars 1890. la Ligue d'action républicaine comporte moins de 400 membres. Les effectifs sont donc très limités mais les militants sont très actifs.
Il existe aussi des mouvements professionnels et des regroupements par département ou région d'origine comme les Auvergnats, les Alsaciens-Lorrains et les Corses. L'union entre les ligues et fédérations étant professée sans que personne veuille le faire véritablement.

## Signification du boulangisme
Plusieurs interprétations du boulangisme, politiquement très composite, s'opposent. Était-il, comme le pensait Jacques Néré, un « catalyseur du mouvement social en France » provoqué par la crise économique de 1882 et frisant selon lui l'extrême gauche, ou, comme le laissent penser « les tractations secrètes de Boulanger avec les conservateurs », « un mouvement de droite qui exploite à des fins monarchistes le nationalisme effervescent et le mécontentement général » ? La même question se pose quant à la nature de plusieurs mouvements du XXe siècle, ne serait-ce que pour le péronisme en Argentine et le getulisme au Brésil : populistes, fascistes, ouvriers, ?

### Hypothèse d'historiens
- Pour Zeev Sternhell, le boulangisme tient une place importante dans l'histoire politique française, première synthèse entre le nationalisme et certaines formes de socialisme, qui donnera plus tard naissance au fascisme. Cette vision est cependant minoritaire.
- Le boulangisme marque probablement pour les monarchistes de l'époque le dernier espoir de restauration de la monarchie en France. Après cela, dans les années 1890, viendra la politique de ralliement des monarchistes à la République.
- Le boulangisme a dédramatisé la question du socialisme en France, encore tabou quelques années après la Commune. Pour François Goguel, « le boulangisme a donné naissance à la fois au nationalisme et au socialisme moderne » (La Politique des partis sous la Troisième République). Pour René Rémond, « le boulangisme a frayé la voie au socialisme » (Les Droites en France). Le socialisme moderne s'est regroupé dans son opposition au boulangisme, sous l'impulsion notamment de Jean Allemane, Édouard Vaillant, etc.
- Le boulangisme a été une étape de l'éclosion de la doctrine antinationaliste de la gauche française, qui s'approfondira sous l'affaire Dreyfus, mais qui existait déjà en partie à l'époque de l'Association internationale des travailleurs[158].
- Pour Bertrand Joly, le boulangisme n'est pas à l'unique origine du nationalisme mais fait partie des éléments qui alimente le nationalisme naissant. Il accélère la fin de la droite et la colère d'extrême-gauche. Un mouvement qui n'a pas en soi de forme, puisque populiste et attrape-tout, ne cherchant à gagner que pour gagner. Le boulangisme n'est ni à droite, ni à gauche mais la rencontre des deux dans une opposition stérile. De plus, le mouvement change plusieurs fois de forme entre 1887 et 1890, permettant difficilement de l'identifier, l'unité de forme est tactique et factice. Le vote lui-même est d'abord radical puis conservateur mais toujours négatif, expliquant aussi ses défaites lorsqu'il y a de véritables enjeux. Le boulangisme est la collusion entre trois idéologies mourantes : l'intransigeance radicale, le royalisme et le bonapartisme, avec l'utilisation de moyens novateurs pour faire campagne. Le boulangisme est aussi profondément conservateur : contre la modernité sociale, économique et politique. Avec un autoritarisme venant des trois racines. Le boulangisme réel n'existe pas. Parce que chaque boulangiste a son idée de la définition[159].

### Sentiments de l'époque

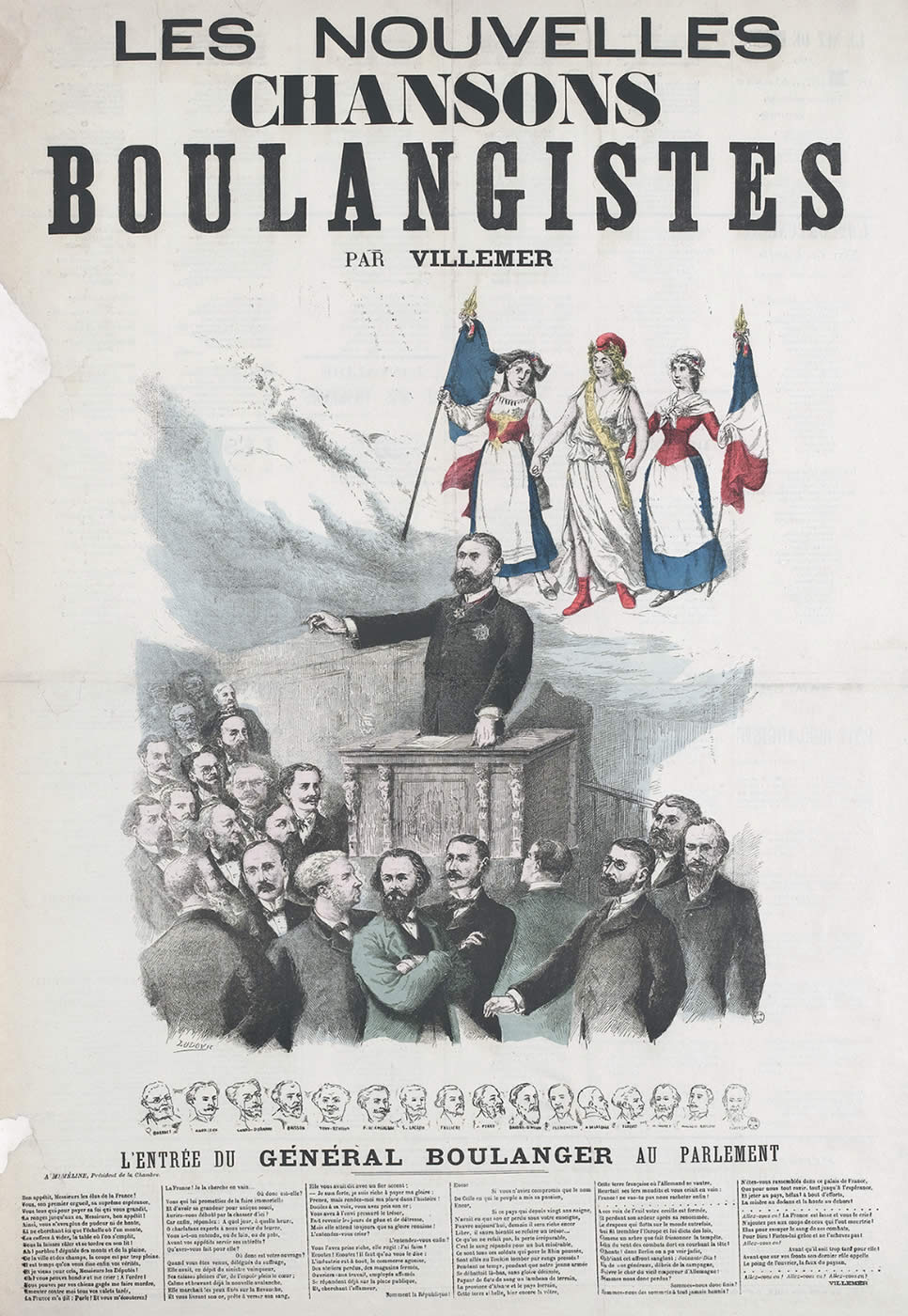
« Les nouvelles chansons boulangistes » de Gaston Villemer, vers 1888.

#### Sentiments populaires
Le boulangisme ne s'apparente pas à un mouvement socialiste, même si l'on considère que certaines personnalités issues de cette mouvance, surtout certains blanquistes, le soutiennent. En effet, Boulanger est « pour la patrie et pour le peuple » ; peuple qui « a besoin qu'on s'occupe de lui comme d'un enfant ». Boulanger écrit également au père Hyacinthe, le 13 avril 1888, qu'il veut « un gouvernement fort ; mais ce gouvernement ne doit pas être fort par la contrainte qu'il inspire ; il doit l'être par la confiance des masses populaires ».
Pour Paul Lafargue, « le boulangisme est un mouvement populaire justifiable à beaucoup de titres ». Cependant, il regrettera cette tendance ambiguë (lettre à Engels). Mais, pour Jean Jaurès, le boulangisme est « un grand mouvement de socialisme dévoyé », un détournement de son but. Ainsi, on peut dire qu'il y eut des mouvements sociaux ou populaires, mais aucunement que le boulangisme est un mouvement socialiste.
Par ailleurs, le programme politique de Boulanger est « contre le parlementarisme », parlement où siègent principalement bourgeois et monarchistes : pour ces blanquistes dévoyés, le boulangisme est antibourgeois ; et pour les républicains, socialistes ou non, Boulanger est un antiparlementaire, adoptant une logique monarchiste, bref un homme dangereux pour la République.
Ainsi, « M. Boulanger estime que le peuple est bon « enfant » dont il faut s'occuper avec bienveillance ! Il veut être charitable avec le peuple ! C'est là une mortelle injure, après tant d'autres, pour la fierté nationale ».
Pour Lissagaray, le peuple n'est aucunement naïf : « Le peuple sait ce que lui réservent ces bons apôtres qui disent ne lui vouloir que du bien et qui ne savent pas comprendre ses droits et respecter sa dignité ».
De plus, avec l'affaire Schnaebelé, la politique et les bons sentiments de Boulanger n'étaient plus crédibles vis-à-vis de la République.

#### Sentiments politiques
C'est alors, en 1888, en réaction au boulangisme, contre le césarisme et le plébiscite de Boulanger, qu'est créée la Société des droits de l'homme et du citoyen par Clemenceau, Ranc et Joffrin.
Lissagaray décrit dans Le Bilan de Boulanger, publication de la Société, toutes les réactions vis-à-vis de la politique de Boulanger ; politique de droite en accord avec les royalistes et bonapartistes contre la bourgeoisie de la gauche parlementaire (d’où aussi sa popularité dans la masse ouvrière souvent de sentiment apolitique).
Ainsi, à ce niveau, le plébiscite, c'est-à-dire tendre la main au prolétaire comme Boulanger l’a fait lors des grèves et de son soutien au peuple par l’armée est politiquement biaisée ; le sentiment populaire n’a plus sa place dans cette politique.
L'anti-Boulangisme est donc une réaction politique du parti républicain contre une nouvelle dictature comme il y en eut après chaque révolution du XIXe siècle en France. Le parti républicain de toutes tendances confondues regroupe des personnalités et des groupes pas forcément politiques, mais dont les membres élus siègent à gauche de l'Assemblée :

« Appartenant aux fractions diverses de la grande famille républicaine, nous croyons qu'une entente entre tous ceux qui sont demeurés fidèles à la République est nécessaire pour mettre un terme à l'aventure boulangiste, si humiliante pour notre pays. […] Nous fondons la Société des droits de l'homme et du citoyen. Elle a pour objet la défense de la République, par la lutte sans merci contre toute entreprise de réaction de dictature. »

Ainsi, « Ce qui fait la force passagère de ce qu'on appelle le parti boulangiste et de ce qui n'est en réalité que la coalition de mécontents déraillés et ambitieux hypocrites, c'est que l'électeur auquel s'adresse la secte nouvelle, n'a pas eu sous les yeux toutes les pièces du procès qu'elle prétend faire à la République. […] ».
À droite de la Société des droits de l'homme et du citoyen, les modérés proches de Jules Ferry se réunissent au sein d'un autre rassemblement antiboulangiste, l'Association nationale républicaine.
Pour les royalistes, le boulangisme est une démagogie radicale qui peut être utilisée pour effectuer une restauration qui tarde à venir, tandis que pour Paul Déroulède le boulangisme est une révision pour un régime présidentiel alors que les intransigeants souhaitent une révision pour un régime conventionnel.

## L’état-major boulangiste
|                                                                                  |  |  |
| Le parti boulangiste, gravures publiées dans L'Illustration, 7 et 14 avril 1888. |  |  |

Boulangistes de droite

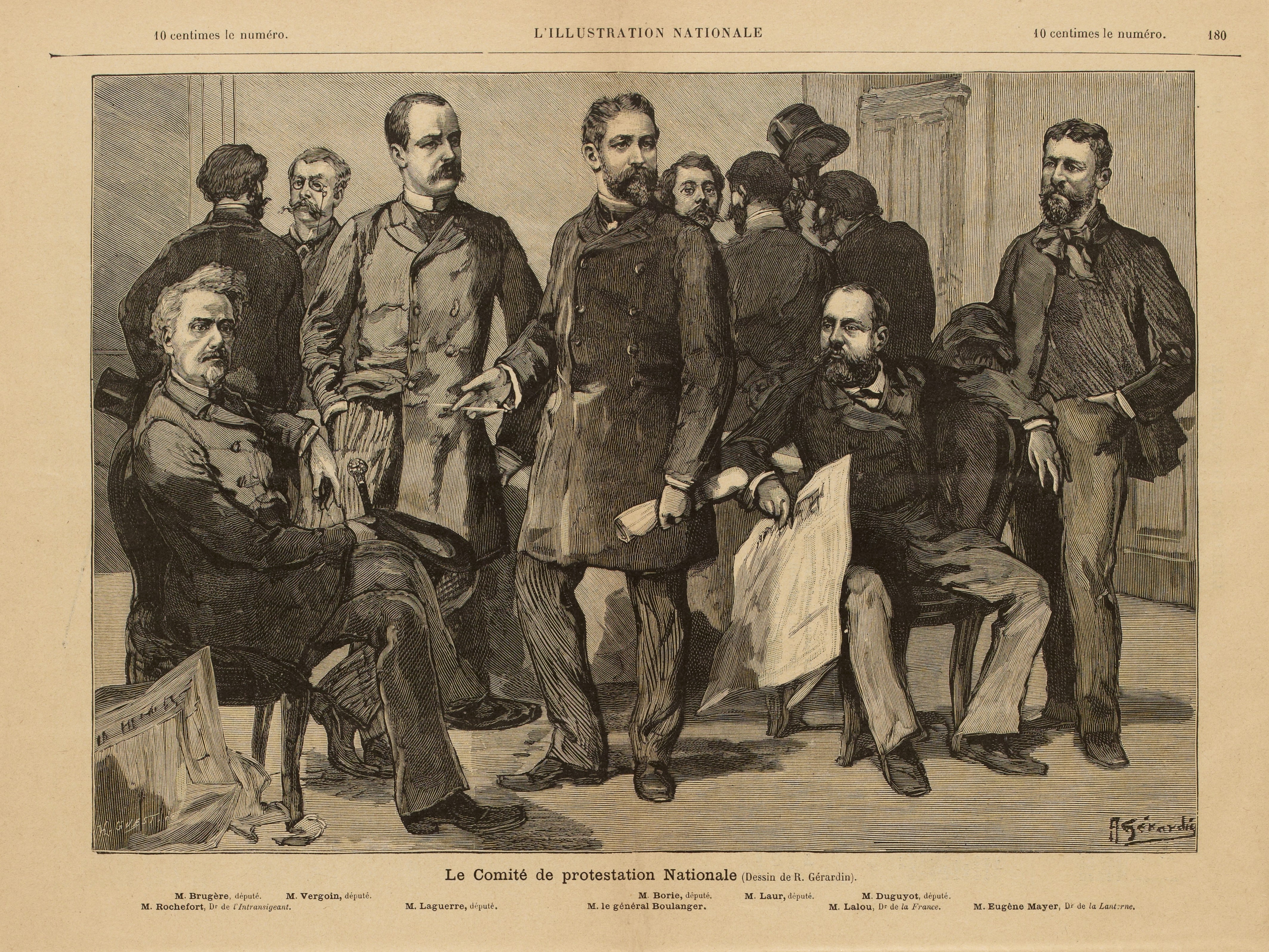
Le « Comité de protestation nationale », gravure publiée dans L'Illustration nationale, 8 avril 1888.

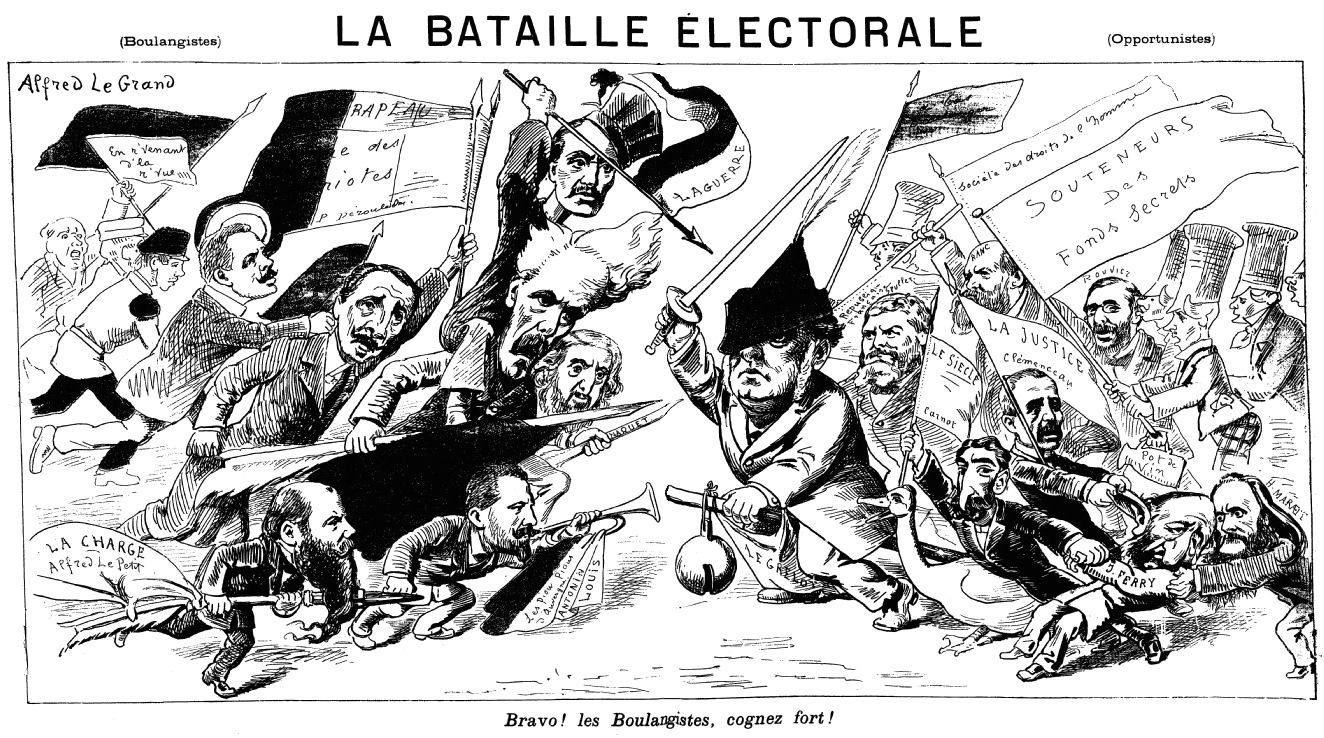
Caricature parue en 1888 dans la revue boulangiste La Diane. Dans le camp boulangiste, on reconnaît Georges Laguerre, Henri Rochefort, Alfred Naquet, Paul Déroulède, Georges de Labruyère, Alfred Le Petit et Antonin Louis.

- Albert de Mun, théoricien du corporatisme chrétien, allié de circonstance du boulangisme.
- Arthur Dillon, ou comte Dillon (1834-1922), officier de cavalerie, ami de Boulanger depuis Saint-Cyr, puis secrétaire général de la Compagnie du câble transatlantique, financier du Boulangisme, élection de député invalidée en 1889[164].
- Georges Thiébaud, journaliste bonapartiste, qui lance, avec Dillon, une campagne de presse « à l’américaine » (comme on dit déjà à l’époque) en faveur de Boulanger.
- Maurice Barrès, républicain nationaliste.
- Armand de Mackau, député de l’Orne en 1866-1918 (sauf 1870-1876). Un des représentants monarchistes. Après l’échec du boulangisme, se rallie à la République à l’Action libérale de Jacques Piou[164].
- Charles Lalou (1841-1918), industriel, directeur des mines de Bruay, patron de presse (La France), boulangiste, député du Nord (1889-1893)[164].
- Louis-Gaston Villemer, parolier[165].
- Émile Driant (1855-1916), officier de zouaves, député de Meurthe-et-Moselle en 1910-1916 (Action libérale), grand écrivain d’anticipation militaire sous le nom de capitaine Danrit[164].
- Alfred Koechlin-Schwartz (1829-1895), industriel, député du Nord en 1888-1889[164].
- Ernest Legendre (1855-1914), publiciste[166].
- André Vilfeu, député de la Sarthe en 1885-1889 puis de la Mayenne en 1889-1893

Boulangistes radicaux
- Henri Rochefort (1831-1913), journaliste, radical de la mouvance socialiste, républicain et anticlérical, député en 1869, membre du gouvernement de la défense nationale, député de la Seine de 1885 à 1886. Directeur du journal l’Intransigeant. Après le boulangisme il adhère à un « socialisme national »[167] et s'oppose à la révision de la condamnation de Dreyfus[164].
- Paul Déroulède (1846-1914), journaliste-écrivain de la revanche de 1870, jacobin social, surtout anti-communard, disciple de Gambetta, fondateur de la Ligue des patriotes en 1882, député de Charentes en 1889-1899, anti-dreyfusard[164].
- Alfred Naquet (1834-1916), député du Vaucluse en 1876-1883, sénateur du Vaucluse en 1883-1890, député de la Seine en 1893-93, puis du Vaucluse en 1893-1898[164].
- Jean Placide Turigny (1822-1905), médecin, député de la Nièvre de 1876 à 1905, gauche radical-socialiste, maire de Chantenay[164].
- René Le Hérissé (1857-1922), député puis sénateur d’Ille-et-Vilaine de 1886 à 1920, radical puis groupe de la gauche démocratique[164].
- Jean-Baptiste Saint-Martin (1840-1926), député du Vaucluse et de la Seine en 1877-1893 et 1906-1910, radical socialiste, directeur de l’École des Beaux-Arts d’Avignon[164].
- Eugène Mayer, financier, rachète en 1877 La lanterne, journal radical-socialiste anticlérical.
- Maurice Vergoin (1850-1892), avocat républicain radical, député de Seine-et-Oise en 18895-1889[164].
- Louis Andrieux (1840-1931), avocat, député du Rhône et des Basses-Alpes en 1876-1889 et 1910-1924. Après le boulangisme : républicain de gauche[164].
- Eugène de Ménorval (1829-1897), conseiller municipal autonomiste de Paris.
- Louis Fiaux (1847-1936), médecin, conseiller municipal du quartier Saint-Vincent-de-Paul, proche de Clémenceau et des radicaux-socialistes, rallie le boulangisme, candidat non-élu successivement en 1889 dans le quartier de Picpus puis en 1890 dans le quartier de la Chapelle.
- Paulin-Méry (1860-1913), médecin, radical-socialiste, rallie le boulangisme, député de la Seine 1889-1902

Boulangistes socialistes - blanquistes
- Pierre Denis (1828-1907), socialiste proudhonien, membre de la Commune de Paris puis confident et conseiller du général Boulanger.
- Ernest Granger (1844-1914), représentant blanquiste sous le Second Empire avec Blanqui, Eudes et Tridon ; communard, cofondateur du Comité révolutionnaire central, rédacteur en chef du Cri du Peuple après la mort d’Eudes, député de la Seine en 1889-1893)[164].
- Frédéric Boulé (1843-1928), syndicaliste, meneur de la grève des terrassiers parisiens en juillet-août 1888, concurrent blanquiste de Boulanger et du radical Jacques lors de l'élection parisienne du 27 janvier 1889 puis candidat boulangiste aux élections suivantes.
- Georges de Labruyère (1856-1920), compagnon de Séverine, journaliste au Cri du Peuple et fondateur de La Cocarde.
- Ernest Roche (1850-1917), ouvrier graveur, membre du comité blanquiste de Bordeaux, secrétaire de la chambre syndicale des mécaniciens, délégué des associations syndicales ouvrières au Congrès socialiste de Marseille, député de la Seine en 1889-1906 et 1910-1914, un des fondateurs des soupes populaires[164].
- Alfred Breuillé, blanquiste sous le Second Empire, communard, membre du Comité révolutionnaire central puis conseiller municipal du quartier de la Goutte-d ’Or, XVIIIe arr. de 1891 à 1900.
- Alexandre Girault (1852-1930), blanquiste, communard, journaliste à l'Intransigeant de Henri Rochefort, candidat boulangiste non-élu en 1890 puis député de la Seine de 1896 à 1898.
- Gabriel Terrail dit « Mermeix » (1859-1930), journaliste et écrivain, fonde La Cocarde (boulangiste) en 1888, député de la Seine en 1889-1893[164].

Boulangistes anarchistes
- Édouard Soudey (1863-1893), journaliste anarchiste et collaborateur de groupes libertaires, rejoint le mouvement boulangiste et collabore au journal L'Action de Henri Michelin.
- Lucien Pemjean (1861-1945), journaliste et publiciste anarchiste, il se joint au mouvement boulangiste et édite le journal L'Assaut pour soutenir Boulanger.
- Michel Morphy (1863-1928), romancier et journaliste anarchiste, il rejoint le mouvement boulangiste et devient un proche du général dont il édite une des premières biographies.
- Arsène Crié (1853-1895), journaliste anarchiste, rejoint le mouvement boulangiste et se présente candidat dans le quartier des Grandes-Carrières mais est battu. Il collabore aux organes du mouvement comme La Presse et La Cocarde.

Boulangistes députés du « groupe ouvrier » de 1885

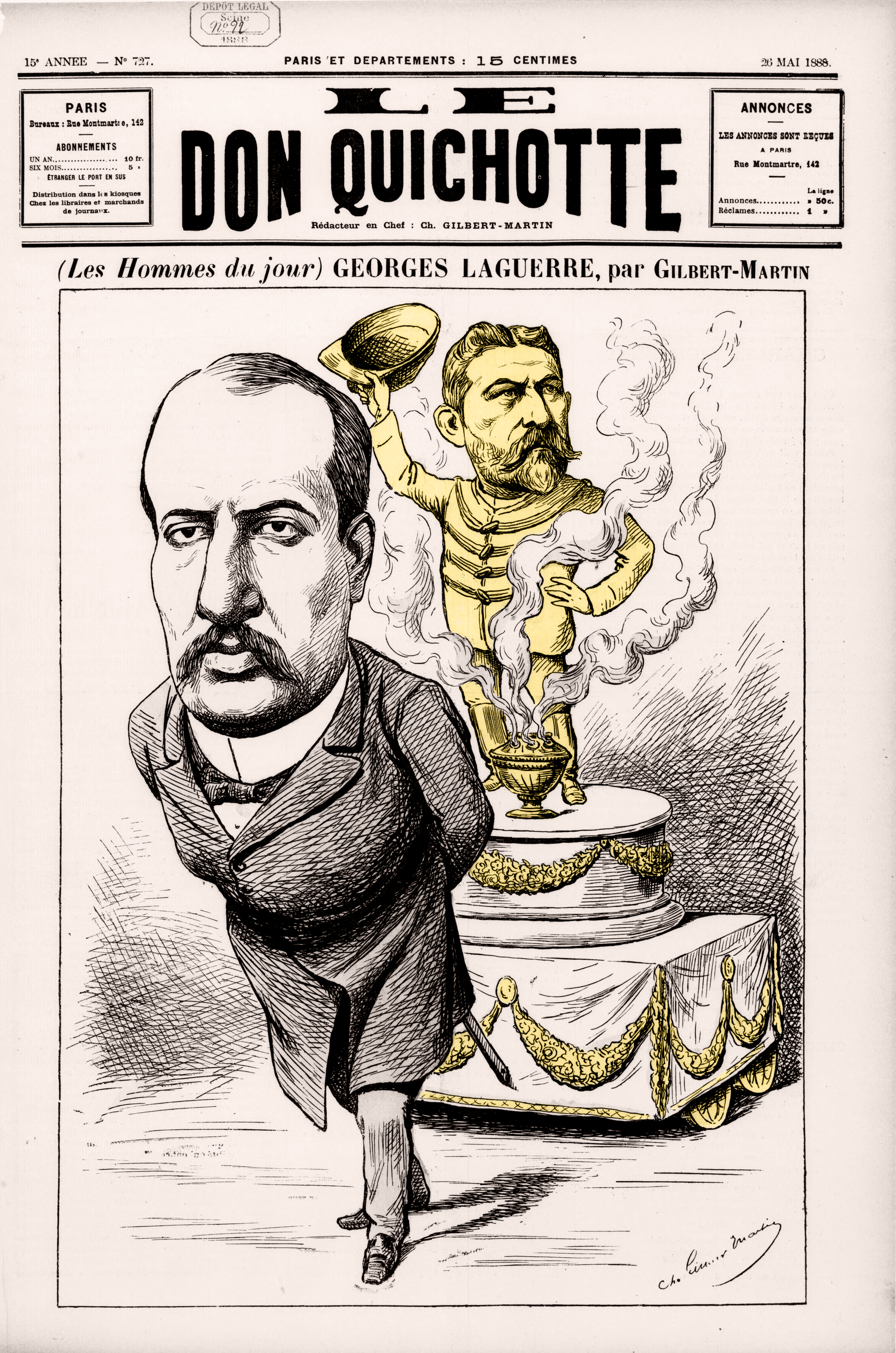
Caricature parue dans Le Don Quichotte représentant Georges Laguerre tirant le général Boulanger sur un char (1888).

- Charles-Ange Laisant (1841-1920), scientifique, député de Loire-Inférieure en 1876-1885 et de la Seine en 1885-1893, dreyfusard[164].
- Georges Laguerre (1856-1912), avocat, député du Vaucluse 1883-1889 et 1910-1912 et député de la Seine en 1889-1893[164].
- Henri Michelin (1847-1912), juriste, président du conseil municipal de Paris en 1884, député de la seine en 1885-1889 et 1893-1898[164].
- Clovis Hugues (1857-1907), premier député ouvrier socialiste en France. Réélu député de Marseille en 1885, il prend part au mouvement boulangiste. Il est député socialiste de la Seine entre 1893 et 1906 (19e arrondissement)[164].
- Paul Susini, dit Paul de Susini (1843-1901), médecin, socialiste, député de la Corse en 1885-1889[164].
- François Planteau (1836-1906), traducteur, socialiste, député de la Haute-Vienne en 1885-1889 puis candidat boulangiste

Autres boulangistes
- Francis Laur (1844-1934) (député de la Loire en 1885-1889 puis de la Seine en 1889-1893, socialiste national)[164].
- Georges Le Veillé (1861-1893), avocat à la cour d'appel de Paris, socialiste-antisémite, député boulangiste de la Haute-Vienne en 1889-18893)

#### Textes d'époque (en ordre chronologique)
- Paul Lafargue, « La question Boulanger », article du Socialiste, le 23 juillet 1887.
- Prosper-Olivier Lissagaray, Le bilan de Boulanger, publication de la Société des droits de l'homme et du citoyen, 1888 sur Wikisource.
- Programme du général Boulanger (exemplaire de la Bibliothèque nationale de France), avril 1888.
- « Le Général Boulanger et la jeunesse littéraire », Le Gaulois, 4 mai 1888.
- Le boulangisme et la Troisième République, extraits :
  - Général Boulanger, discours à la Chambre des députés, 4 juin 1888.
  - Chambre des députés, 4 juin 1888.
  - Chanson boulangiste diffusée par des « artistes » ambulants.
  - Intervention au Sénat de Challemel-Lacourt (ancien ministre des Affaires étrangères) en décembre 1888.
  - Arthur Meyer, Le Gaulois, 11 octobre 1889.
  - Pierre Denis, Le mémorial de Saint-Brelade, Paris, Paul Ollendorff, 1894, 365 p., [lire en ligne].

#### Autres sites
- « Au cœur du mouvement bonapartiste durant l’épisode boulangiste : le témoignage de Clément de Royer, représentant personnel du prince Victor », Revue du Centre d'Études et de Recherches sur le Bonapartisme, no 38, [lire en ligne].
- Alexandre SUMPF, Histoire par l'image, La propagande boulangiste, 2008, [lire en ligne].